# Mary Poppins (film)
Pour les articles homonymes, voir Mary Poppins.
Vous lisez un « article de qualité » labellisé en 2012.  Il fait partie d'un « thème de qualité ».
Série
The Cat That Looked at a King
(2004)
Pour plus de détails, voir Fiche technique et Distribution.
Mary Poppins est un film musical américain de Robert Stevenson adapté du roman éponyme de Pamela L. Travers et sorti en 1964. Mêlant prises de vues réelles et animation, il est considéré comme le 23e long métrage d'animation des studios Disney.
Après une longue période de tractations entre Walt Disney et Pamela L. Travers pour obtenir les droits d'adaptation, la production du film commence en 1960 pour s'achever en 1964. Cette période fait l'objet d'un long-métrage de fiction sortie en 2013, Dans l'ombre de Mary de John Lee Hancock, avec Tom Hanks dans le rôle de Walt Disney. Révélant le talent de Julie Andrews et confirmant celui de Dick Van Dyke, Mary Poppins est l'une des productions Disney les plus chaleureusement accueillies par le public et la presse, remportant de nombreux prix, dont cinq Oscars, bien que certains spécialistes estiment que sa forme évoque les années 1940 plutôt que les années 1960. Le film est remarquable par plusieurs aspects, comme le traitement en « comédie musicale » ou le mélange entre prises de vues réelles et animation, même si l'activité originelle des studios Disney passe au second plan, phénomène qui s'amplifiera dans les décennies suivantes. 
Réalisé à une période qui voit l'institutionnalisation des critiques dans une élite intellectuelle devenue le fer de lance des détracteurs de Disney, Mary Poppins est une œuvre-testament, couronnant la carrière de Walt Disney, qui meurt deux ans plus tard.

## Synopsis

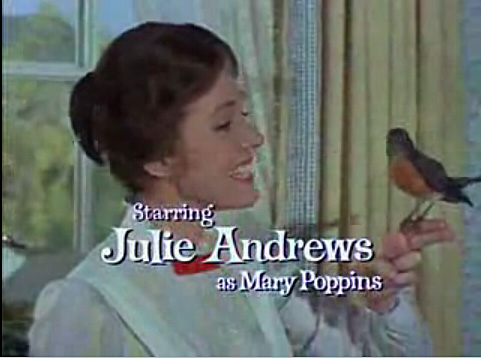
Mary Poppins parlant à un oiseau

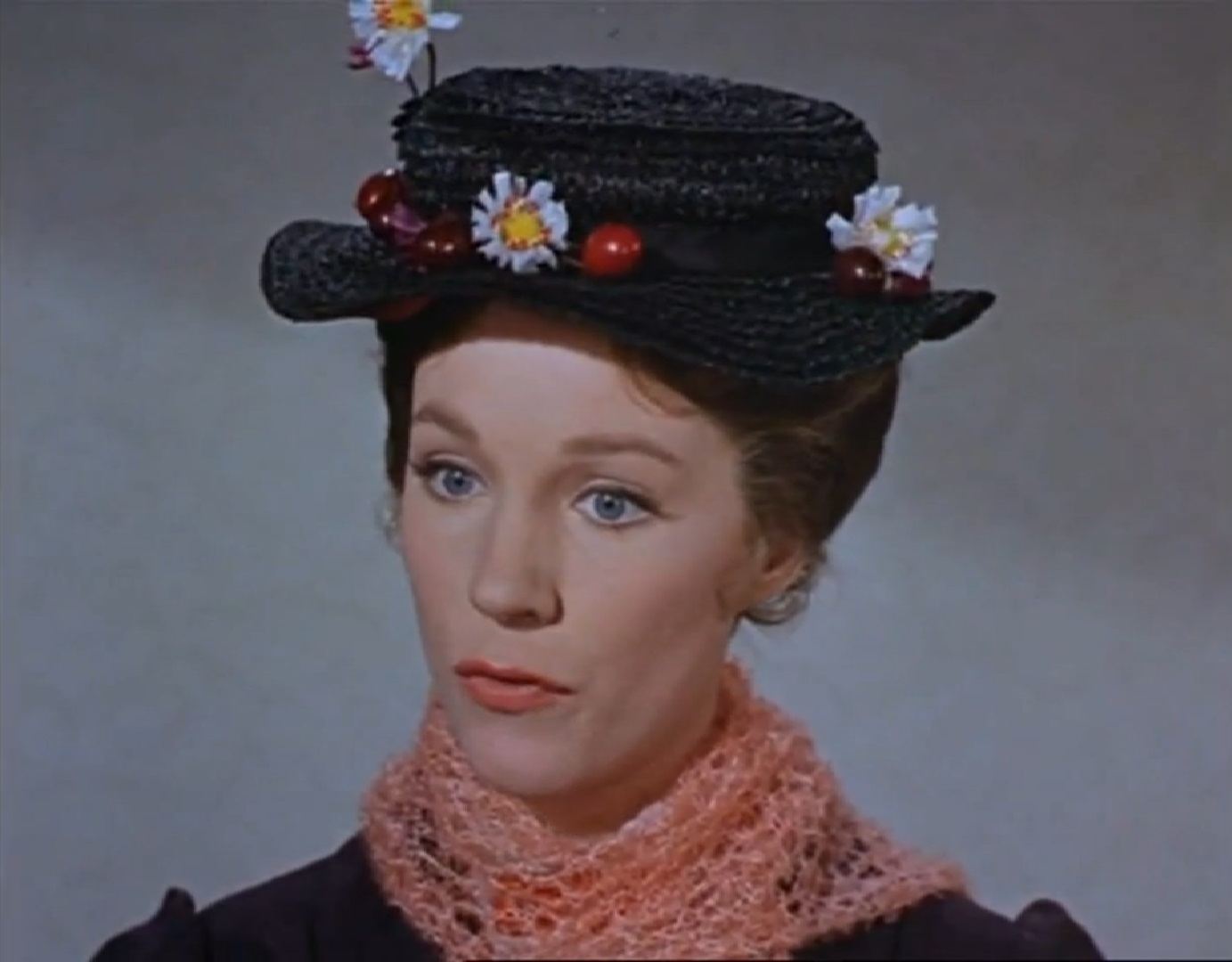
Mary Poppins dans la scène des cheminées

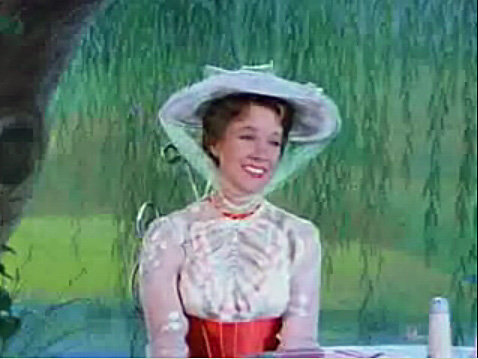
Mary Poppins assise dans le parc sous un saule

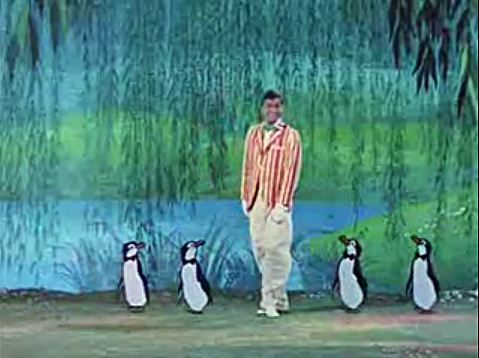
Bert dansant avec des manchots dans le parc sous un saule

Printemps 1910. Au-dessus de Londres, une jeune femme, assise sur un nuage, attend. Plus près du sol, Bert, homme-orchestre et ramoneur, divertit les passants à l'entrée du parc. Tous les jours à 18 heures précises, l'amiral Boom tire au canon depuis le toit de sa maison pour donner l'heure. Au courant de tout ce qui se passe dans le voisinage grâce à sa lorgnette, il avertit Bert que le temps est à l'orage, pointant vers la maison des Banks. 18 heures est l'heure où George Banks, un employé de banque affairé, rentre chez lui. Winifred, sa femme, le précède de quelques minutes, se félicitant des actions menées plus tôt avec ses sœurs suffragettes. Elle se heurte à Katie Nounou, la nurse des enfants Banks, qui lui donne sa démission à la suite d'une énième fugue de Jeanne et Michaël. M. Banks, heureux de rentrer chez lui, s'installe comme d'habitude dans son fauteuil avant de s'apercevoir qu'une chose manque à son rituel, ce que confirme sa femme : il manque ses enfants. Peu après, un policier sonne à la porte, ramenant les enfants et leur cerf-volant cassé après lequel ils avaient couru. Une discussion s'engage alors dans la famille pour définir les qualités de la nouvelle nurse qui va être embauchée. M. Banks a des idées bien précises, les enfants aussi, totalement opposées. M. Banks rédige une annonce, les enfants aussi… La première est publiée dans la presse, l'autre déchirée et jetée dans la cheminée. Un courant d'air entraîne cependant les morceaux déchirés par le conduit de cheminée.
Le lendemain, de nombreuses nurses plus âgées et patibulaires les unes que les autres se présentent à l'entrée de la maison mais M. Banks souhaite n'ouvrir la porte qu'à l'heure prévue, pas avant. C'est alors que, descendant des nuages, se présente une nouvelle candidate : Mary Poppins. Elle provoque une forte bourrasque qui chasse les autres prétendantes, restant seule candidate. Sous l'œil étonné de M. Banks, elle sort l'annonce des enfants et poursuit par un discours qui le laisse sans voix. Désarçonné par l'aplomb de la jeune femme, il l'engage.
Mary Poppins monte à l'étage pour rencontrer les enfants. Sortant de nombreux objets volumineux de son petit sac, elle parvient à les forcer à ranger leurs chambres en transformant cette tâche en jeu… et en usant aussi d'un peu de magie. Plus tard, le trio se rend au parc et y rencontre Bert, qui réalise sur le sol des dessins à la craie. Bert et Mary semblent se connaître de longue date et Bert, qui connaît les dons de magicienne de Mary Poppins, lui propose de se servir d'un des dessins (un paysage de campagne anglaise) comme portail vers un monde enchanté. Plongés dans ce nouvel environnement, les enfants courent vers une attraction et laissent Mary et Bert profiter de la balade, puis d'un café où ils sont servis par quatre manchots. Bert et Mary dansent avant de rejoindre les enfants sur un carrousel. Par magie, les chevaux se détachent du manège et entament une course dans la campagne, rattrapant une chasse au renard dans la plus pure tradition anglaise. Bert prend en pitié le renard et le fait grimper sur sa monture sauvant ainsi l'animal des chiens de chasse. La chevauchée se poursuit sur un champ de course, permettant à Mary de gagner l'épreuve qui s'y dispute. Pour justifier sa victoire dans une course hippique, alors qu'elle était sur un simple cheval de bois, Mary utilise le terme de « supercalifragilisticexpialidocious ». Mais les réjouissances sont interrompues par la pluie qui fait disparaître les dessins à la craie et rappelle les protagonistes à la réalité. Le soir, lorsque Jeanne et Michaël demandent à Mary combien de temps elle restera avec eux, elle répond : « jusqu'à ce que le vent tourne » avant de leur chanter une berceuse pour qu'ils s'endorment.
Le lendemain, à la demande de Bert, les enfants et Mary se rendent en urgence chez l'oncle Albert, qui est collé au plafond à la suite d'une crise de rire. Albert leur propose de le rejoindre pour prendre le thé. Il raconte des blagues et l'hilarité permet à Bert puis aux enfants de s'envoler. Mary se joint momentanément à eux avant de leur rappeler qu'ils doivent partir bientôt, ce qui attriste et fait redescendre tout le monde. Le soir, apprenant les aventures de ses enfants de leurs bouches, M. Banks s'irrite mais Mary Poppins parvient à retourner la conversation en suggérant au père qu'il leur fasse découvrir le lieu où il travaille pendant qu'elle prend son jour de congé. Puis elle chante aux enfants une émouvante chanson sur une vieille femme qui vend des graines pour les oiseaux, au pied de la cathédrale Saint-Paul. Le lendemain, alors que M. Banks emmène ses enfants à la banque, ils croisent en chemin la vieille femme de la chanson mais M. Banks refuse que Michaël dépense ses deux pence pour acheter un sac de graines, comptant lui en faire faire un meilleur usage.
Dans la banque, les collaborateurs de M. Banks, dont le vieux directeur M. Dawes Sr., tentent de persuader Michaël d'investir ses deux pence qu'ils lui arrachent des mains. Contrarié, l'enfant se met à crier, créant une panique dans la banque qui est contrainte de fermer pour éviter un krach boursier. Apeurés, les deux enfants s'enfuient et échouent dans les bas-fonds de Londres. Sur les bords de la Tamise, ils croisent, par chance, Bert qui a repris ses habits de ramoneur. Celui-ci réconforte les enfants et leur explique sur le chemin de la maison que leur père les aime, alors qu'eux trouvaient qu'il ne leur témoignait pas assez d'affection et semblait obnubilé par son travail.
À la maison, Mme Banks accueille les enfants mais, devant se rendre à une nouvelle manifestation, elle trouve l'excuse d'employer Bert comme ramoneur pour qu'il s'occupe d'eux. Mary revient de son jour de congé et a à peine le temps d'avertir que le ramonage est source de danger que Bert et les enfants sont aspirés par la cheminée. Le groupe entame alors un voyage au-dessus des toits de Londres, suivi d'une danse avec d'autres ramoneurs qui s'achève dans la maison des Banks, jusqu'au retour du père. M. Banks chasse les ramoneurs et demande des comptes à Mary Poppins, qui lui répond qu'elle ne donne jamais d'explications. Il reçoit au même moment un appel téléphonique lui intimant de retourner à la banque immédiatement. Avant qu'il ne parte, les enfants viennent s'excuser pour leur conduite et Michaël lui offre ses deux pence.
Sur le chemin de la banque, M. Banks commence à s'interroger sur la vie qu'il mène. Une fois devant le conseil d'administration, il est accusé d'être le responsable de la fermeture (temporaire) de la banque, chose qui ne s'était pas produite depuis le Boston Tea Party en 1773. Il est sûr de se faire renvoyer. Se remémorant le mot « supercalifragilisticexpialidocious », M. Banks, à la surprise générale, prend la chose avec détachement, donne les deux pence à M. Dawes Sr., raconte une blague de l'oncle Albert et part hilare. Derrière lui, le vieux Dawes comprend la blague et, éclatant de rire, s'envole.
Le lendemain, la girouette de la maison de l'amiral Bloom indique que le vent a tourné. Chez les Banks, c'est l'affolement : George n'est pas rentré de la nuit et certains pensent au suicide. C'est alors qu'il apparaît, portant le cerf-volant réparé, auquel sa femme, rassurée, ajoute son écharpe de suffragette en guise de queue. Toute la famille quitte la maison pour le tester, sans voir Mary Poppins qui les observe depuis la fenêtre du premier étage. Au parc, ils rencontrent Dawes Jr. qui joue, lui aussi avec un cerf-volant et informe M. Banks que son père est mort… de rire. Nullement attristé par cette fin joyeuse, il propose à Banks de le reprendre comme associé. Alors que Mary Poppins s'envole vers de nouveaux défis, Bert, qui vend des cerfs-volants à l'entrée du parc, lui lance de loin un adieu en espérant qu'elle ne sera pas partie trop longtemps.

## Fiche technique
- Titre original et français : Mary Poppins
- Réalisation : Robert Stevenson,  assisté de Joseph L. McEveety, Tom Leetch[1] et Paul Feiner ; Arthur J. Vitarelli (deuxième équipe)
- Scénario : Bill Walsh et Don DaGradi d'après Pamela L. Travers[n 1]
- Direction artistique : Carroll Clark et William H. Tuntke
- Décors : Emile Kuri et Hal Gausman
- Costumes :
  - Conception : Bill Thomas, Tony Walton (consultant)
  - Réalisation : Chuck Keehne et Gertrude Casey
- Maquillage : Pat McNalley
- Coiffure : La Rue Matheron
- Photographie : Edward Colman
- Montage : Cotton Warburton
- Effets spéciaux : Peter Ellenshaw, Eustace Lycett et Robert A. Mattey, Robert Broughton (non crédité)
- Conception graphique :
  - Décors : Al Dempster, Art Riley, Don Griffith et Bill Layne
  - Cadrage (Layout) : Ray Aragon[2]
- Animation :
  - Supervision : Hamilton Luske
  - Direction artistique : McLaren Stewart
  - Conception de la séquence de la nursery : Bill Justice et Xavier Atencio
  - Animateurs : Milt Kahl, Franklin Thomas, Ollie Johnston, Ward Kimball, John Lounsbery, Eric Larson, Hal Ambro, Cliff Nordberg et Jack Boyd
- Son : Robert O. Cook (supervision), Dean Thomas (mixage)
- Musique :
  - Chansons : Richard M. Sherman et Robert B. Sherman
  - Arrangements et direction : Irwin Kostal, assisté de James MacDonald
  - Montage : Evelyn Kennedy
- Chorégraphie : Marc Breaux et Dee Dee Wood ; Nat Farber (répétiteur)
- Production : Bill Walsh
- Société de production : Walt Disney Productions
- Société de distribution : Buena Vista Pictures
- Budget : 5 millions USD
- Pays de production :  États-Unis
- Langue : anglais
- Format : Couleurs - 1,75:1 - Stéréo (RCA Sound System)
- Durée : 139 minutes
- Dates de sortie : 
  - États-Unis : 27 août 1964
  - France : 15 septembre 1965

Sauf mention contraire, les informations proviennent des sources suivantes : Leonard Maltin, John Grant, John West et Internet Movie Database.

## Distribution

### Distribution et voix originales
- Julie Andrews : Mary Poppins
- Dick Van Dyke : Bert / Mr Dawes Sr.
- David Tomlinson : George Banks
- Glynis Johns : Winifred Banks
- Karen Dotrice : Jane (Jeanne) Banks
- Matthew Garber : Michael (Michaël) Banks
- Ed Wynn : Uncle Albert (oncle Albert)
- Hermione Baddeley : Ellen
- Reta Shaw : Mrs. Brill
- Elsa Lanchester : Katie Nanna (Katie Nounou)
- Arthur Treacher : Constable Jones (sergent Jones)
- Reginald Owen : Admiral Boom (l'amiral Bloom)
- Jane Darwell : Bird Woman (la femme aux oiseaux)
- Arthur Malet : Mr Dawes Jr.
- Robert Banas, Harvey Evans : Chimney Sweep (ramoneurs)
- Don Barclay : Mr Binnacle (M. Boussole)
- Marjorie Bennett : Miss Lark
- Cyril Delevanti : Mr Grubbs
- Marjorie Eaton : Miss Persimmon
- Betty Lou Gerson : Old Crone
- Clive Halliday : Mr Mousley
- Alma Lawton : Mrs. Corry
- Lester Matthews : Mr Tomes
- Doris Lloyd (non créditée) : Depositor (cliente à la banque)

et les voix de
- David Tomlinson : Penguin Waiter (un serveur manchot) / Jockey / Polly (le parapluie-perroquet)
- Marni Nixon : Geese (les oies)
- Marc Breaux : Cow (la vache)
- Daws Butler : Turtle (la tortue) / Penguin (un manchot)
- James MacDonald : Penguins (manchots) / Guard (le garde) / News Reporter (un journaliste) / Photographer (un photographe)
- Dal McKennon : Fox (le renard)
- J. Pat O'Malley : Horseman (un cavalier)
- Thurl Ravenscroft : Pig (le cochon) / Andrew's Wimper
- Ginny Tyler : sifflement[7]

Sauf mention contraire, les informations proviennent des sources suivantes Leonard Maltin et John West.

### Voix françaises
- Éliane Thibault : Mary Poppins
- Michel Roux : Bert / M. Dawes Sr.
- Roger Tréville : George W. Banks
- Nicole Riche[n 2] : Winifred Banks
- Élisabeth Boda : Jeanne Banks
- Benjamin Boda : Michaël Banks
- Richard Francœur : oncle Albert
- Alfred Pasquali : M. Dawes Jr.
- Hélène Tossy : Ellen
- Germaine Michel : Mme Brill
- Françoise Fechter : Katie Nounou
- Paul Villé : M. Tomes
- Jacques Ciron : un cavalier / un journaliste
- Chanteurs : Christiane Legrand, Jeannette Beaucomont, Anne Germain, Jean Cussac, Hubert de Lapparent, Pierre Marret et Guy Marly.

Doublage réalisé par la Société parisienne de sonorisation (SPS) ; adaptation française : Louis Sauvat, chansons : Christian Jollet, direction artistique : Serge Nadaud, direction musicale : Georges Théry.
Sources : Carton de doublage et Dans l'ombre des studios.

## Distinctions

### Récompenses
- Oscars 1965 :
  - Meilleure actrice pour Julie Andrews
  - Meilleurs effets visuels (Peter Ellenshaw, Hamilton Luske, Eustace Lycett)
  - Meilleur montage (Cotton Warburton)
  - Meilleure musique originale : Richard M. Sherman et Robert B. Sherman
  - Meilleure chanson originale : Chim Chim Cher-ee (Richard M. Sherman et Robert B. Sherman)
- Golden Globes 1965 : Meilleure actrice dans un film musical ou une comédie (Julie Andrews)
- Grammy Awards 1965 : Meilleure musique originale pour le cinéma ou la télévision (Richard M. Sherman et Robert B. Sherman)
- American Cinema Editors Awards 1965 : Meilleur film
- BAFTA Awards 1965 : Meilleur nouveau-venu dans un rôle principal
- Laurel Awards 1965 :
  - Meilleure chanson (Chem cheminée)
  - Meilleur divertissement
  - Meilleure interprétation musicale féminine (Julie Andrews)
  - Meilleur second rôle féminin (Glynis Johns)
  - Meilleure interprétation musicale masculine (Dick Van Dyke) - 2e place
- Writers Guild of America Awards 1965 : Meilleur film musical américain
- Blue Ribbon Awards 1966 : Meilleur film étranger (Robert Stevenson)

### Nominations
- Oscars 1965 :
  - Meilleur film
  - Meilleur réalisateur
  - Meilleur scénario adapté
  - Meilleure photographie
  - Meilleure direction artistique
  - Meilleurs costumes
  - Meilleur son
  - Meilleure adaptation musicale
- Golden Globes 1965 :
  - Meilleur film musical ou comédie
  - Meilleur acteur dans un film musical ou une comédie (Dick Van Dyke)
  - Meilleure musique de film
- Directors Guild of America Awards 1965 : Meilleur réalisateur de cinéma

## Sorties cinéma
Sauf mention contraire, les informations suivantes sont issues de l'Internet Movie Database.

### Premières nationales
- États-Unis : 27 août 1964 (Première au Grauman's Chinese Theatre à Los Angeles[10]), 29 août 1964 (nationale)
- Brésil : 11 septembre 1964
- Argentine : 3 décembre 1964
- Royaume-Uni : 23 décembre 1964
- Australie : 1er avril 1965
- Danemark : 16 juillet 1965
- Suède : 23 août 1965
- Finlande : 3 septembre 1965
- France : 15 septembre 1965
- Mexique : 16 septembre 1965
- Italie : 2 octobre 1965
- Hong Kong : 21 octobre 1965
- Allemagne de l'Ouest : 22 octobre 1965
- Espagne : 2 décembre 1965
- Autriche : 10 décembre 1965
- Japon : 18 décembre 1965
- Turquie : octobre 1969
- Israël : 14 juillet 2005
- Hongrie : 4 novembre 1986

### Ressorties principales
- États-Unis : 25 mai 1973[11], 23 mai 1980[11],[12],[13], 12 novembre 2000
- Japon : 21 février 1976, 4 mars 1995
- Italie : 20 octobre 1976, 22 juin 1995
- Finlande : 18 février 1977
- Danemark : 14 juillet 1995

## Sorties vidéo
- Année 1980 - VHS avec recadrage 4/3 (Plein écran)
- 1982 - VHS avec recadrage 4/3
- 1985 - VHS (Québec et États-Unis) avec recadrage 4/3
- 28 septembre 1989 - VHS (Québec et États-Unis)
- Automne 1990 - VHS avec recadrage 4/3
- 1993 - VHS avec recadrage 4/3
- Octobre 1994 - VHS (Québec)
- 14 novembre 1995 - LaserDisc avec format 1.85 pour le début et recadrage 1.66 sur le film (édition rarissime 2 Laserdiscs et 3 bonus: édition exclusive française)
- 1997 - VHS avec Recadrage 4/3
- 26 août 1997 - VHS (Québec) édition limitée et entièrement restaurée avec recadrage 4/3
- 7 avril 1999 - DVD avec format 1.85 et recadrage 4/3
- 16 octobre 2002 - DVD et VHS avec format 1.85 et recadrage 4/3
- 10 décembre 2004 - Double DVD Collector avec format 1.85 (édition avec fourreau en carton)
- 2004 - DVD du collectionneur 2 disques (Québec)
- 2005 - Double DVD Collector avec format 1.85 (réédition sans fourreau)
- 26 août 2009 - Double DVD Collector édition exclusive 1.66 en version remasterisée
- 10 décembre 2013 - Blu-ray (Région A)
- 5 mars 2014 - Blu-ray (Région B)

## Diffusion à la télévision
En Belgique, il a été diffusé pour la première fois le 24 décembre 1988 sur la RTBF.

## Origine et production

### Genèse

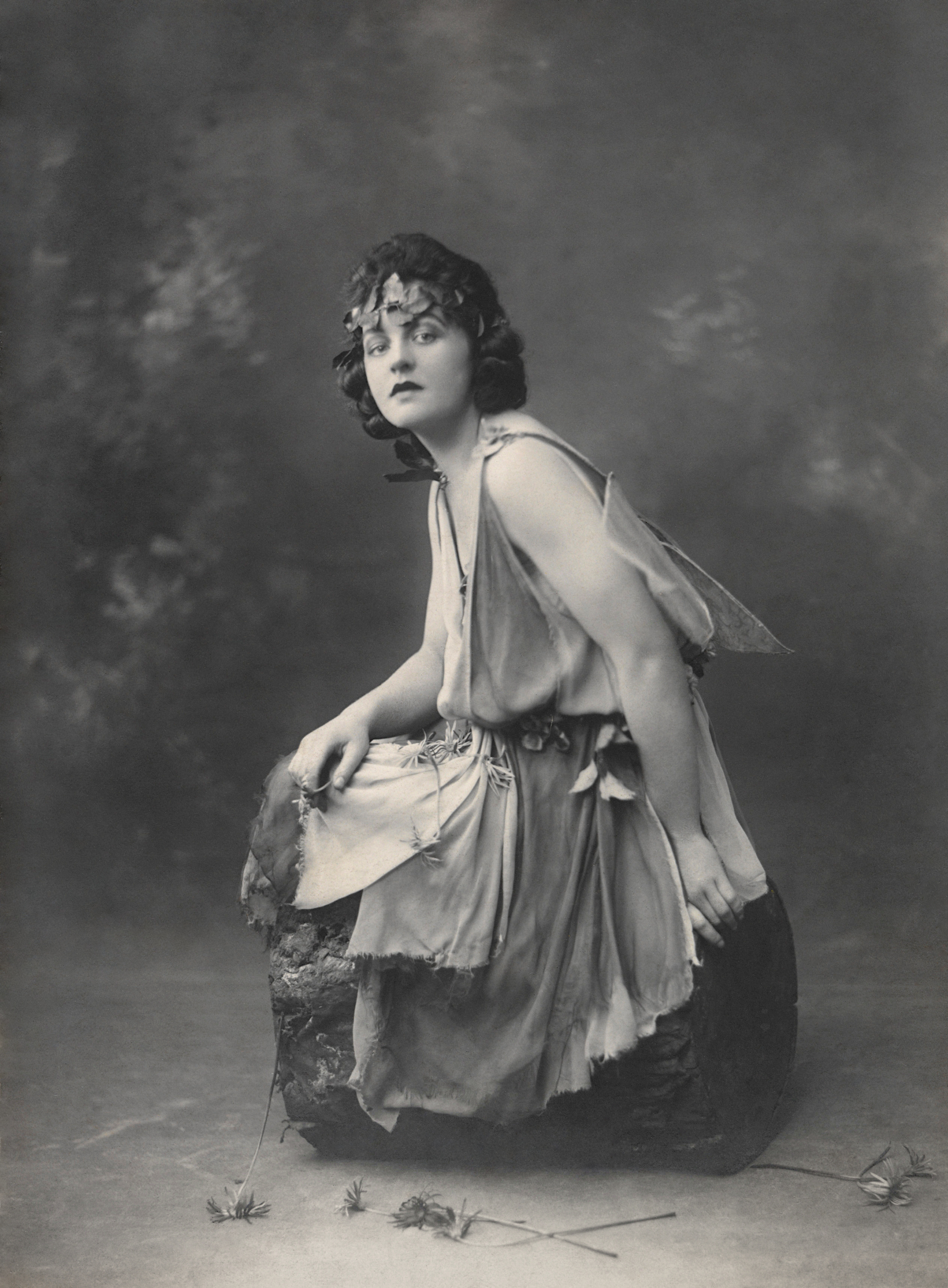
Pamela L. Travers en 1924.

Mary Poppins est, au départ, une série de romans écrits par l'Australienne Pamela L. Travers dont le premier a été publié en 1934. Au début des années 1960, la romancière entame le cinquième tome, Mary Poppins From A-Z, qui sort en 1963. L'histoire se passe à Londres à la fin de l'époque édouardienne, marquée par une dépression économique et une société en déclin. Dans ses ouvrages, Pamela L. Travers décrit une famille de la classe moyenne, les Banks, tenaillée par des inquiétudes financières et qui possède la plus petite maison de la rue, délabrée et ayant besoin d'un ravalement. Elle n'en possède pas moins plusieurs domestiques : une cuisinière (Mrs. Brill), une lingère (Ellen), un valet (Robertson Ay) qui s'occupe de polir l'argenterie et les chaussures, et une nurse (Katie Nanna).
D'après Caitlin Flanagan, Walt Disney découvre Mary Poppins dans les années 1940 grâce à sa fille Diane,,, née en décembre 1933. Pat Williams et Jim Denney écrivent que c'est en 1939 que Walt découvre pour la première fois ses deux filles lisant Mary Poppins. John Grant raconte l'histoire suivante « Walt ramasse un livre posé par terre à côté de sa fille Diane et lui demande s'il est bien. Elle lui répond qu'il est très très bien et le presse d'en faire un dessin animé ». Valérie Lawson propose une histoire différente : « une soirée avant Noël 1943, Walt est attiré dans la chambre de sa fille âgée de 11 ans par ses rires et elle lui montre le livre pour expliquer son hilarité ». Neal Gabler ajoute que Walt découvrit sa femme lisant le même livre quelques jours plus tard et qu'elle riait aussi.
Quoi qu'il en soit, Disney voit immédiatement le potentiel de l'histoire et cherche à en obtenir les droits d'adaptation au cinéma. Il ne tarde pas à découvrir que l'auteur est une femme « revêche » (ou « difficile », selon les auteurs) et qu'elle a déjà rejeté l'offre de Samuel Goldwyn d'adapter son œuvre au cinéma,. Pamela L. Travers semble convaincue que personne ne saurait rendre justice à ses personnages ou à leurs aventures. En janvier 1944, Walt apprend que Pamela L. Travers est venue s'installer à Manhattan pour échapper à la Seconde Guerre mondiale qui ravage Londres où elle vivait,. Walt envoie alors son frère Roy Disney à sa rencontre pour signer un contrat d'adaptation mais elle refuse au motif qu'elle ne conçoit pas Mary Poppins comme un personnage de dessin animé, (entrevue datée de 1945 par Valérie Lawson). Walt lui propose alors une adaptation en prises de vues réelles, mais sans succès. En 1946, Pamela L. Travers accepte un contrat de 10 000 dollars avant de se rétracter, n'ayant pas de regard sur le scénario. Au début des années 1950, Walt Disney profite de la visite d'un tournage au Royaume-Uni pour rencontrer en personne l'auteur. Plusieurs offres se succèdent, dont une proposition de 750 000 dollars, puis la même somme avec un acompte de 100 000 dollars. Durant les 17 années suivantes, Walt et Roy poursuivent leurs démarches et obtiennent finalement en 1960 son autorisation sous condition qu'elle choisisse le rôle-titre et valide le scénario, - une première pour le studio.
Selon Valerie Lawson, ce changement d'avis, qui survient en 1959, pourrait avoir deux raisons : d'un côté, elle perd son amie intime Madge Burnans et apprend le décès du père de son fils adoptif ; de l'autre, elle reçoit un courrier de son avocat new-yorkais daté du 3 juillet 1959 lui faisant état de l'ultime offre de Disney. Elle comprend plusieurs points, dont une demande de pré-scénario écrit par Pamela L. Travers pour le film, 100 000 dollars et un pourcentage sur les recettes de 5 %,. En plus de lui recommander de le contacter, l'avocat appuie cette dernière clause et fait remarquer à sa cliente que les ventes des quatre livres sont limitées et que la seule autre source de revenus de Mlle Travers est un loyer de ses locataires alors que les films Disney sont intemporels et peuvent être ressortis indéfiniment.
Cette longue période de tractation fait l'objet d'un film intitulé Dans l'ombre de Mary (Saving Mr. Banks), réalisé par John Lee Hancock, avec Tom Hanks et Emma Thompson incarnant respectivement Walt Disney et Pamela L. Travers, et présenté au Festival du film de Londres en octobre 2013.
Si Walt Disney ne s'est pas ou peu impliqué dans la production des précédents longs-métrages d'animations Les 101 Dalmatiens (1961) et Merlin l'Enchanteur (1963), il s'engage beaucoup pour ce film réalisé principalement en prises de vues réelles. En avril 1960, un accord préliminaire est signé entre Disney et Pamela L. Travers, avec une convention en date du 3 juin pour une durée de six ans sur la base du scénario établi. Pamela L. Travers dispose alors de 60 jours pour retravailler le script et elle s'adjoint l'aide du scénariste de télévision Donald Bull. Elle respecte le délai mais Disney n'en accuse réception par télégramme que le 20 décembre 1960 en lui proposant une présentation très rapidement.
Décidant d'en faire une comédie musicale, Walt Disney assigne les frères Sherman à la première phase d'adaptation dès septembre 1960 en leur demandant de lire les livres de Travers. Le duo, composé de Richard et Robert Sherman, vient d'écrire les chansons pour La Fiancée de papa (1961), une de leurs premières collaborations avec Disney pour un long-métrage. C'est à la fin de la présentation des deux premières chansons pour La Fiancée de papa que Walt Disney propose aux frères Sherman de composer les chansons de Mary Poppins.

### Scénario
Richard et Robert Sherman lisent le premier roman de la série et sélectionnent six des douze chapitres, sélection qui s'avère identique à celle opérée par Walt Disney. David Koenig et John West mentionnent une sélection de sept chapitres, communiquée deux semaines après leur assignation lors d'une réunion qui dura deux heures et demie au lieu de la demi-heure prévue,. Un des premiers points relevés par Walt est qu'il est nécessaire d'expliquer aux Américains ce qu'est une « nounou ». Il confie ensuite aux frères Sherman et à Don DaGradi, un de ses meilleurs scénaristes, le soin de retravailler l'histoire. Ceux-ci comparent leurs productions respectives, chansons, musiques et storyboards et s'influencent mutuellement jusqu'à obtenir une version définitive qui est alors rédigée par Bill Walsh. Plusieurs auteurs indiquent que Walsh a été impliqué très tôt dans le scénario, voire avant la composition des frères Sherman, mais John West précise que c'est une méprise. Walsh est un vétéran du studio ayant scénarisé de nombreux comic strips de Mickey Mouse depuis 1943, ainsi que des séries télévisées avant de passer aux longs-métrages en prises de vues réelles au début des années 1960.
Une fois la composition entamée et la trame de l'histoire définie, Bill Walsh formalise le scénario et écrit la plupart des dialogues. Walsh a toutefois grandement contribué au film, imaginant par exemple les scènes de la banque. Comme décidé par Disney et les frères Sherman, il s'appuie essentiellement sur le premier roman de la série.

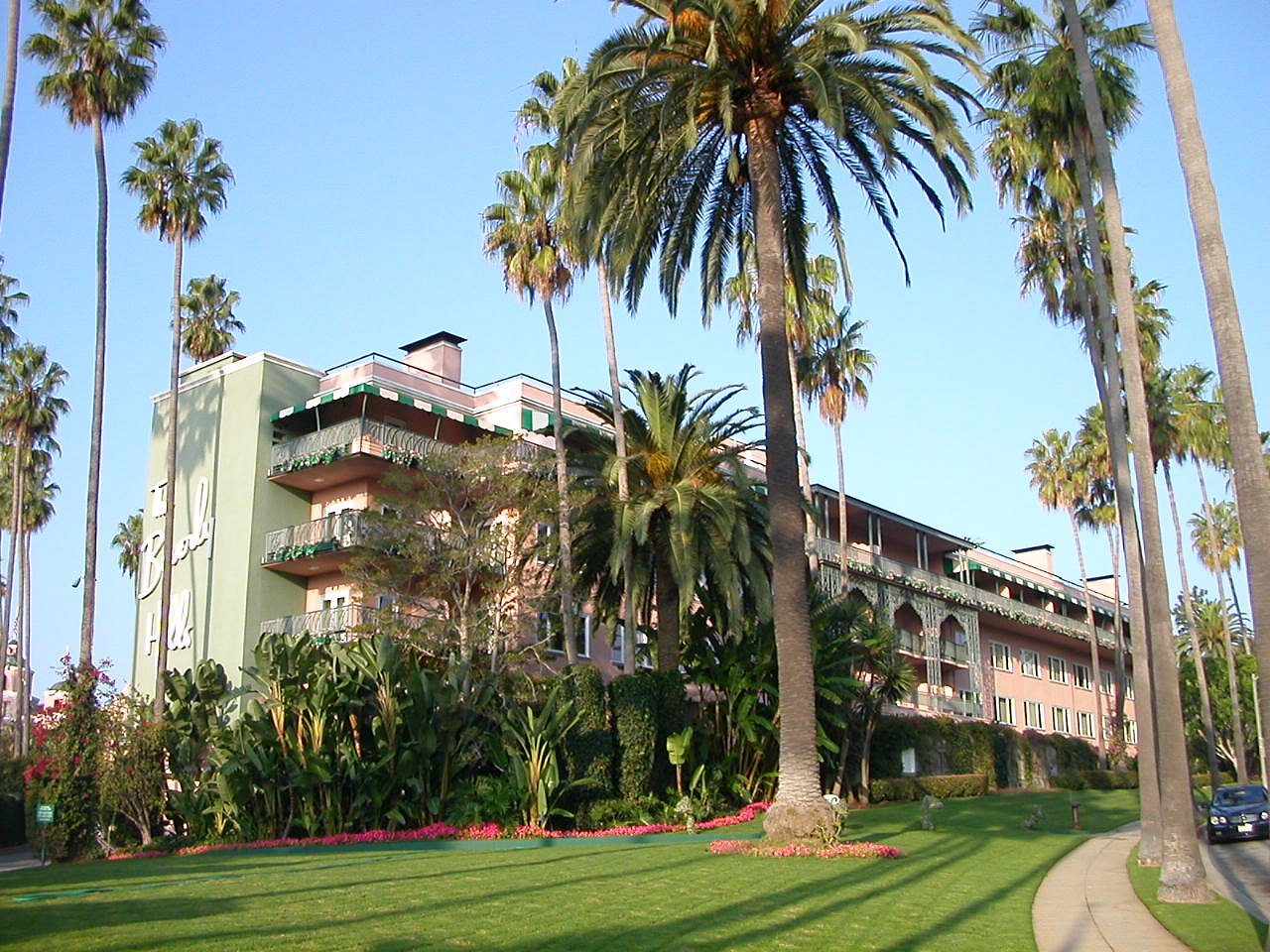
Le Beverly Hills Hotel où réside Pamela L. Travers lors de son séjour.

Au début de l'année 1961, les frères Sherman ont déjà écrit plusieurs chansons et DaGradi a réalisé des centaines d'esquisses. Ce sont surtout des chansons partielles avec des chœurs. DaGradi a lui imaginé les prises de vues, depuis les angles de caméras aux axes de développement des personnages, travail qu'il avait réalisé sur les scènes des farfadets de Darby O'Gill et les Farfadets (1959) et le match de basket-ball de Monte là-d'ssus (1961). John West résume ainsi la participation de Walsh et DaGradi : 80 à 90 % des dialogues sont de Walsh et ce qu'on voit à l'écran depuis l'arrivée de Mary dans les airs à la fin du film en passant par Jolly Holiday est de DaGradi. West ajoute que la vision de DaGradi fait écho à celle de Walt Disney et une des conséquences est l'absence, dans les films Disney, de deux acteurs simplement chantant en gros plan ; ils font toujours quelque chose, danser, bouger ou autre. C'est durant une session pour définir le scénario d'une scène où Bert et Mary prenaient le thé que Walt Disney a divergé sur l'analogie entre les serveurs et les manchots. Il a proposé d'avoir une scène avec des manchots tenant un rôle de serveur, en animation, dansant avec Bert, tandis que Mary Poppins assistait au spectacle.
Le 13 février 1961, Disney invite Travers à venir discuter de ses propositions et valider ce qui a été réalisé, comme le stipule le contrat,. Il ajoute dans sa lettre qu'elle peut rencontrer tous les participants au film (animateurs, scénariste et artistes) ainsi que voir les effets spéciaux prévus. Il lui propose aussi de découvrir le parc Disneyland et d'assister à une projection privée de La Fiancée de papa (1961). Pamela L. Travers arrive en Californie fin mars et réside au Beverly Hills Hotel. Cette visite permet de longues heures de discussions entre Walt et Pamela, qui se souvient surtout d'un échange. Walt lui déclara : « Je pense que vous êtes très vaniteuse. – Oh, moi ? Oui ! » lui répondit-elle. Il s'est ensuivi une rapide joute verbale pour savoir qui en savait le plus sur Mary Poppins. La romancière reste dix jours au studio pour discuter du scénario et de la musique.
Travers découvre ainsi que le personnage de Bert est développé par Disney bien au-delà du livre. Le personnage de Mary Poppins a, lui, été adouci, devenant plus charmant et sympathique alors que la Mary de Pamela L. Travers « n'est pas joyeuse, elle est acerbe, tranchante, rude, entière et futile ». Malgré son désir de revenir sur certains éléments, Pamela L. Travers est confrontée « à la machine Disney déjà trop avancée pour pouvoir reculer ». Elle se contente donc, le reste de son séjour, de répondre de façon détournée sans vraiment acquiescer, restant ferme seulement sur deux points : l'époque édouardienne et l'absence de relation amoureuse entre Mary et Bert. Elle rédige également une lettre de neuf pages prévenant les auteurs de ne pas faire de Mary Poppins un garçon manqué. Elle rentre à New York le 14 avril.
À l'automne 1961, deux écueils surgissent, le premier est le film Babes in Toyland (1961) prévu pour Noël et dont la production est un désastre, la seconde est Pamela L. Travers elle-même. La comédie musicale Babes in Toyland sert de galop d'essai pour Mary Poppins, mais le résultat est si mauvais que Walt Disney déclare que le studio ne sait peut-être pas faire des comédies musicales.
Les vicissitudes rencontrées poussent Walt Disney à acheter par précaution les droits du roman The Magic Bed Knob de Mary Norton de peur que Pamela L. Travers ne stoppe l'intégralité du projet,. L'adaptation de ce roman sera réalisée plus tard sous le nom L'Apprentie sorcière (1971). Les réticences de l'auteur ont évolué au point que Walt Disney aurait proposé de changer le scénario au profit de L'Apprentie sorcière, proposition datée de 1963.

### Un film musical
En parallèle de leur travail sur le scénario pour adapter en comédie musicale l'œuvre de Pamela L. Travers, les frères Sherman entament celui de composition, s'installant dans un petit bureau à Hollywood. Ils expliquent que c'est lorsque Walt Disney leur a demandé d'inventer un mot plus fort que le superlatif qu'ils se sont rappelé le terme « supercalifragilisticexpialidocious », entendu dans leur enfance. Richard se souvient avoir entendu un mot approchant lors d'un séjour en colonie de vacances dans les Adirondacks, dans les années 1930. Richard explique que « super » fait référence à « en haut », « cali » à « beauté », « fragilistic » à « délicat », « expiali » à « expier » et « docious » à « éducables ».

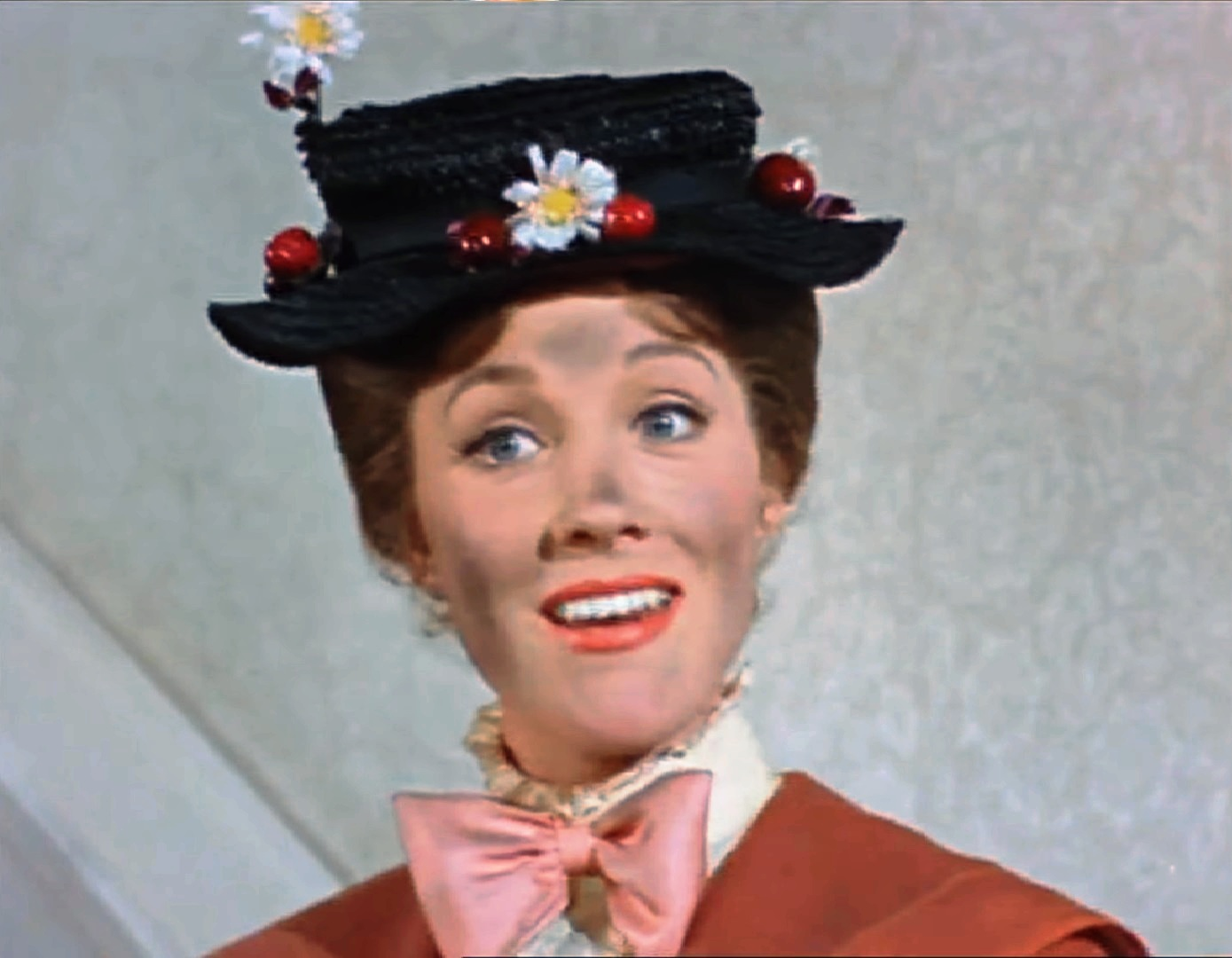
Mary Poppins.

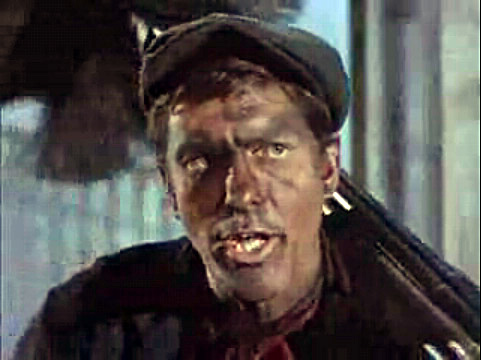
Dick Van Dyke (Bert) dans la scène des ramoneurs, chantent Chem cheminée

La première chanson achevée par les frères Sherman est Feed the Birds. La plupart des chansons ont été créées pour satisfaire le scénario, mais ce n'est pas le cas pour toutes. La chanson Chem cheminée est conçue en 1962 d'après une esquisse de cheminée et d'un ramoneur,. L'esquisse de DaGradi montrait un ramoneur marchant dans le brouillard de Cherry Tree Lane avec son bras serrant son balai et sifflotant. Elle était inspirée par un chapitre de Mary Poppins, et après quelques recherches, les frères Sherman découvrirent une légende sur les balais de ramoneurs qui apportaient chance et fortune. Peter Ellenshaw, concepteur de décors d'origine britannique ayant réalisé plusieurs vues panoramiques de Londres pour les précédentes productions de Disney, propose aux frères Sherman, à la demande de Bill Walsh, un chant dans les pubs anglais nommé Knees up Mother Brown et leur fait une démonstration de danse dans son bureau. Ellenshaw, Walsh et les Sherman la proposent ensuite à Walt dans son bureau, qui danse avec eux, et cette danse devient le numéro Step in Time. Le thème du père, mi-parlé mi-chanté, de M. Banks descend en droite ligne de celui de Henry Higgins interprété par Rex Harrison dans My Fair Lady, comédie musicale qui avait lancé la carrière de Julie Andrews, quelques années plus tôt. Le travail de composition s'étale sur deux années et sur 35 chansons écrites ; seules 14 sont finalement sélectionnées. Parmi elles, Nourrir les p'tits oiseaux devient la préférée de Disney,, au point qu'il versait, selon Neal Gabler, une larme à chaque fois qu'il l'entendait tandis que Robert Sherman imaginait qu'elle supplanterait la Berceuse de Brahms. La source d'inspiration de la chanson A Spoonful of Sugar provient du fils de Robert Sherman, Jeff, qui un soir annonce à son père en rentrant de l'école que c'était la journée de la vaccination contre la polio mais qu'il n'a pas souffert car le vaccin avait été placé sur une cuillère avec un morceau de sucre.
D'après les frères Sherman, Pamela L. Travers aurait toutefois été insatisfaite de leurs compositions, préférant les chansons originales de l'époque comme Ta Ra Ra Boome De Ay, popularisée en France par Polaire et Jeanne Bloch. Les chansons du film sont interprétées dès 1964 par des artistes aussi variés que le Cheltenham Orchestra and Chorus et Duke Ellington. La chanson la plus difficile à composer est, selon les frères Sherman, le final, Laissons-le s'envoler (Let's Go Fly a Kite). La solution a été trouvée par les compositeurs en se replongeant encore une fois dans leur enfance, quand leur père les emmenait faire du cerf-volant dans le Roxbury Park à Beverly Hills. C'est cette chanson qui a ajouté au film les deux scènes, au début et à la fin du film, avec un cerf-volant en forme d'épanadiplose.

#### Bande originale
La bande originale éditée en 1964 par Buena Vista Records comprend des musiques et paroles de Richard M. Sherman et Robert B. Sherman orchestrées par Irwin Kostal.
- Chem cheminée (Générique de début) - Soliste
- Les Sœurs suffragettes (en) (Sister Suffragette) - Mme Banks, Ellen et Mme Brill
- Je vis et mène une vie aisée (en) (The Life I Lead) - M. Banks
- Petite annonce pour une nounou (en) (The Perfect Nanny) - Michaël et Jeanne
- Un morceau de sucre (A Spoonful of Sugar) - Mary Poppins
- Chem cheminée (reprise) - Bert
- Quelle jolie promenade avec Mary (en) (Jolly Holiday) - Mary Poppins et Bert
- Supercalifragilisticexpialidocious - Mary Poppins et Bert
- Ne dormez pas (en) (Stay Awake) - Mary Poppins
- C'est bon de rire (en) (I Love to Laugh) - Oncle Albert, Mary Poppins et Bert
- Je vis et mène une vie aisée (A British Bank/The Life I Lead) (reprise) - M. Banks et Mary
- Nourrir les p'tits oiseaux (Feed the Birds) - Mary Poppins
- Deux pences (en) (Fidelity Fiduciary Bank) - M. Dawes Sr., M. Banks et les Banquiers
- Chem cheminée (reprise) - Bert, Mary Poppins et les enfants
- Prenons le rythme (en) (Step in Time) - Bert et les ramoneurs
- Je vis et mène une vie aisée (A Man Has Dreams/The Life I Lead) / Un morceau de sucre (A Spoonful of Sugar) (reprise) - M. Banks et Bert
- Laissons-le s'envoler (en) (Let's Go Fly a Kite) - famille Banks, Bert et chœur

Pour les autres bandes sonores tirés du film, voir la section dédiée.

#### De nombreuses chansons supprimées
Une liste des chansons inutilisées est fournie par David Koenig, certaines ayant été reprises dans d'autres productions Disney. Il cite ainsi une longue séquence intitulée The Magic Compass et composée de plusieurs chansons illustrant les différents pays explorés par Mary Poppins et les enfants :
- Chinese Festival Song pour évoquer la Chine ;
- South Sea Island Symphony pour la jungle ;
- Tiki Town pour la jungle ;
- North Pole Polka pour le pôle Nord ;
- Land of Sand pour le désert du Sahara, réutilisée sous le nom Aie confiance (Trust In Me) dans Le Livre de la jungle (1967)[62],[63] ;
- The Beautiful Briny pour le fond de l'océan reprise presque sans changement dans L'Apprentie sorcière (1971)[62] ;
- The Chimpanzoo pour une sous-séquence dans laquelle des singes allaient au zoo voir des humains en cage.

Cette longue séquence musicale avait pour origine un compas magique qui permettait de se rendre partout dans le monde et, selon John West, devait être merveilleuse, mais Walt Disney l'a considérée comme superflue et étrangère à l'histoire principale, d'où sa suppression.
Parmi les autres chansons écartées, on trouve :
- The West Wind, une ballade chantée en français et réutilisée sous le titre Mon amour perdu - en français dans le texte - dans un autre film de Disney, Compagnon d'aventure (1962)[61] ;
- Strengthen the Dwelling, qui devait accompagner Katie Nounou, lors d'une lecture des versets de la Bible, et fut réutilisée à l'identique comme un exercice dans Le Plus Heureux des milliardaires (1967)[61] ;
- Practically Perfect, qui devait présenter Mary Poppins mais qui fut réutilisée pour la chanson de Mme Banks, Sister Suffragette[61] ;
- The Eyes of Love, prévue pour la première chanson de Julie Andrews, fut remplacée par A Spoonful of Sugar à la demande de Julie Andrews[61] ;
- A Name's a Name, qui devait originellement être chantée dans la scène de la nursery lors de la mesure des enfants[61] ;
- Ball of Fluff Song, chanson très courte prévue pour Bert lors de la séquence du dessin à la craie, mais le réalisateur laissa l'acteur jouer[61]. Dick Van Dyke entame toutefois la chanson en déclamant le premier couplet You Think, You Blink... lorsqu'il saute sur les dessins[64] ;
- Sticks, Paper and Strings, première version de Let's Go Fly a Kite, nommée d'après le premier couplet avant que le texte ne soit changé[64].

Ces chansons supprimées n'ont jamais été traduites en français. Elles sont disponibles sur l'album The Legacy Collection : Mary Poppins (2014), avec des morceaux interprétés par Richard M. Sherman et la chanteuse Juliana Hansen.

### Du livre à l'écran
Le scénario a modifié l'histoire originale en de nombreux passages. Le résultat est une adaptation libre qui met en avant la fantaisie, le sentiment et l'humour, l'ensemble étant épicé par des chansons entraînantes, des danses énergiques et des effets spéciaux à la pointe du progrès,. Un des premiers choix des frères Sherman est de changer la période de l'histoire. Celle de la Grande Dépression étant trop triste, ils envisagent l'année 1917 et la fin de la Première Guerre mondiale avant de choisir l'époque édouardienne. Un autre changement est l'ajout d'un pendant masculin à Mary Poppins. Le livre de Travers présente Bert, l'artiste de rue, et Robertson Eye, un homme à tout faire, ainsi que le ramoneur ajouté par les frères Sherman avec leur chanson. Walt Disney propose alors de regrouper les trois dans Bert, qui devient un touche-à-tout avec son propre thème musical.
Christopher Finch indique que les spectateurs qui attendaient une adaptation fidèle des histoires de Travers ont dû être déçus, convenant que « ses délicates fantaisies fonctionnent à merveille avec des mots mais que ces artifices littéraires ne peuvent se traduire en images qu'au prix de changements considérables ». Si Pamela L. Travers et Donald Bull avaient sélectionné 17 scènes dans trois livres différents pour leur scénario préliminaire, Bill Walsh et Don DaGradi n'ont, eux, retenu que trois scènes et inventé de nouvelles aventures. Finch explique que Walsh et DaGradi ont dû fournir au film une structure et que cela n'a été possible qu'en modifiant le matériau brut par quelques ajouts. David Koenig et John West reprennent les termes de Richard Sherman et écrivent que le problème vient du livre, que le roman n'a pas de continuité dans son histoire et se résume à une « succession d'incidents »,.
Selon Valerie Lawson, auteur d'une biographie de Pamela L. Travers qui sert de base aux documentaires The Real Mary Poppins et The Shadow of Mary Poppins de Lisa Matthews, « le film ne possède pas la mystique et la symbolique du livre ». Elle cite quelques différences : lorsque Mary Poppins approche de la maison, elle contrôle le vent et non l'inverse, c'est M. Banks qui mène l'entretien d’embauche et non sa femme.
Bien qu'il traite d'une famille de la middle-class à Londres en 1910, le fait qu'il soit écrit par une équipe d'hommes américains au début des années 1960 se ressent. Le nœud gordien du scénario est, comme l'écrit Caitlin Flanagan, pour Mme Banks, « de trouver une solution à une crise pire pour son esprit maternel que l'infidélité de son mari ou une banqueroute : trouver une nounou ». Le public retient surtout que Mary Poppins cherche à transformer le cuistre Banks en un père américain affectueux des années 1950-1960. Flanagan note aussi que les revendications de suffragette de Mme Banks tournent court, une banderole devenant une queue pour le cerf-volant.
Lors de la production, le studio Disney et Pamela L. Travers ont échangé de nombreux courriers conservés à la State Library of New South Wales de Sydney, parmi les manuscrits originaux et les effets personnels de l'auteur. Ainsi Travers prévient Disney qu'il risque de perturber le public s'il ne fait pas apparaître les jumeaux des Banks, mais elle lui concède que les Banks ne doivent pas parler de Mary Poppins en usant de son seul prénom, comme il est fait dans le livre. D'autres éléments sont sujets à controverse. Pamela L. Travers ne voulait pas de rouge dans le film jusqu'à ce que Don DaGradi lui rappelle que c'est la couleur officielle de la poste et des téléphones britanniques.
La scène intitulée It's a Jolly Holiday with Mary est basée sur une nouvelle intitulée Mary Poppins and the Match Man publiée en novembre 1926 et où apparaît le personnage de Mary Poppins pour la première fois, remaniée et intégrée huit ans plus tard sous le titre de chapitre The Day Out au roman. Ce choix de Disney pour la scène centrale du film irrita toujours l'auteur car elle considérait ce chapitre comme le moins abouti des aventures de Mary Poppins sans pour autant donner d'explications. Pamela L. Travers demanda aussi - en vain - que M. Dawes Senior ne meure pas et passe plutôt la fin de sa vie à la retraite en train de rire.

### Choix des interprètes

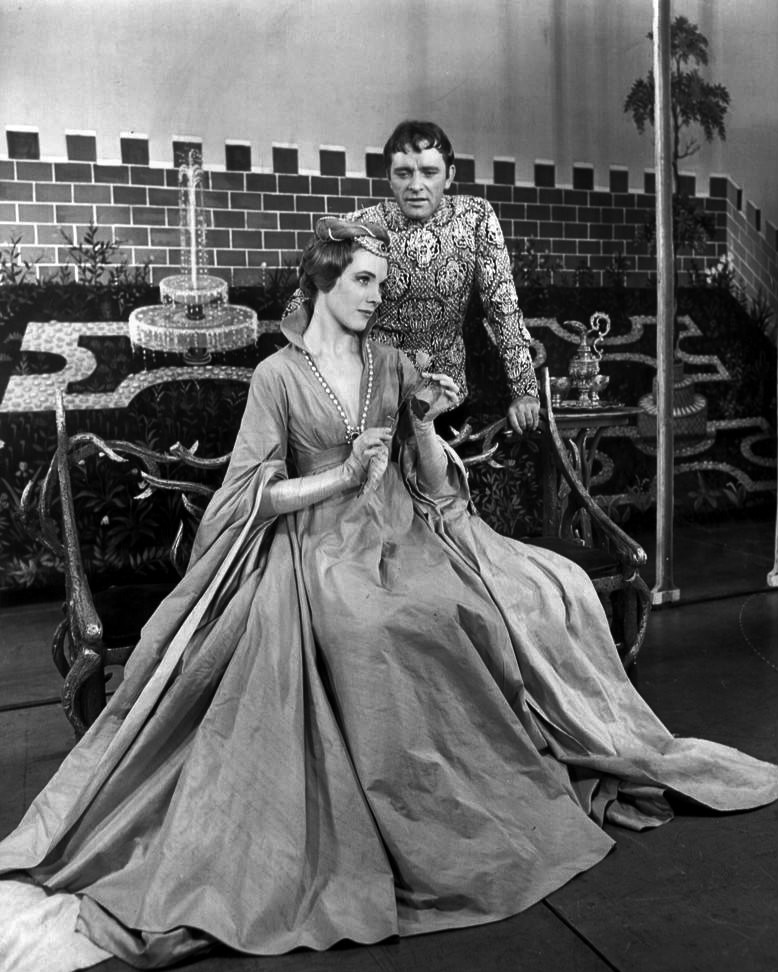
Julie Andrews et Richard Burton dans Camelot (1961).

Le script final a été envoyé par Disney à Pamela L. Travers en février 1963 avec ses propositions pour les acteurs. Même si certains avaient déjà été choisis, une confirmation de Travers était nécessaire afin d'honorer la promesse qui lui avait été faite d'utiliser principalement des acteurs anglais. Pour chaque rôle, plusieurs acteurs avaient été pressentis :
- pour Mary Poppins : Bette Davis, Angela Lansbury, Mary Martin[54] ;
- pour Bert : Danny Kaye, Fred Astaire, Cary Grant ;
- pour George Banks : Richard Harris, Terry-Thomas, George Sanders, James Mason et Donald Sutherland ;
- pour l'amiral Bloom : Stanley Holloway[76].

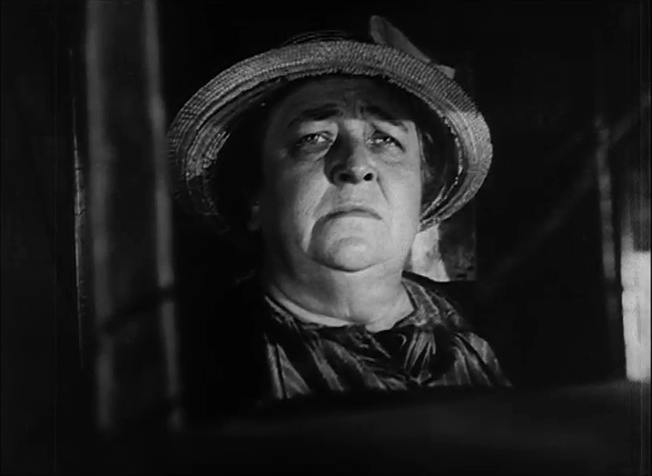
Jane Darwell dans Les Raisins de la colère (1940).

Le premier choix de Walt Disney pour Mary Poppins est Bette Davis mais elle est américaine, dans la cinquantaine et ne chante pas. Disney propose alors le rôle à Mary Martin, vedette de Broadway ayant notamment créé, entre autres, les comédies musicales South Pacific (1949), Peter Pan (1954) et La Mélodie du bonheur (1961), mais celle-ci décline le rôle,. Lors de son séjour en Californie, Pamela L. Travers propose l'actrice Julie Harris. C'est la secrétaire de Disney qui évoque, la première, le nom d'une jeune actrice : Julie Andrews. Celle-ci, après avoir créé de façon triomphale la comédie musicale My Fair Lady à Broadway en 1956,, vient de participer à la célèbre émission télévisée The Ed Sullivan Show pour y faire la promotion de la nouvelle création du tandem Loewe-Lerner, Camelot, dans laquelle elle incarne la reine Guenièvre,.
En août 1961, Walt Disney se rend à New York pour la voir sur scène et lui propose le rôle dès le lendemain. Valérie Lawson précise que c'est la chanson What Do the Simple Folk Do ? qui l'a convaincu de l'engager (même si elle situe, quant à elle, cette rencontre au printemps 1962). Le fait que Julie Andrews sache siffler est aussi une des raisons de sa participation. Grant ajoute que le rôle était parfait pour elle qui avait incarné, dans ses premières années, des rôles de princesses de contes de fées adaptés par les studios Disney comme Cendrillon ou Blanche-Neige.
Mais Julie Andrews refuse car elle est enceinte et attend, de plus, la réponse de Warner Bros. qui prépare l'adaptation cinématographique de My Fair Lady,. Disney lui propose néanmoins de visiter le parc Disneyland et les studios, ainsi que d'engager Tony Walton, son mari, comme consultant pour les costumes sur le film,.
Après avoir entendu les chansons des frères Sherman où elle retrouve le style vaudeville de ses débuts, Andrews accepte le rôle, d'autant qu'elle apprend que la Warner Bros. lui a finalement préféré Audrey Hepburn pour le rôle principal de My Fair Lady,,, ne la jugeant pas suffisamment photogénique et ne voulant pas prendre le risque de confier le rôle-titre d'une superproduction à une débutante à l'écran.
Disney l'engage pour un cachet de 150 000 dollars mais doit encore convaincre Travers. Julie Andrews donne naissance à sa fille Emma le 27 novembre 1962, deux mois après son retour à Londres. Le lendemain, Pamela L. Travers, pressée de voir celle qui incarnera Mary Poppins, se rend à la maternité et demande à parler à Andrews, mais la jeune mère est trop faible. Elle propose alors un dîner, quelques semaines plus tard, et sa première remarque à Andrews est qu'elle a « le bon nez pour jouer Mary Poppins, ». Ce qui ne rassure qu'à moitié Julie Andrews, qui a peur de voir son nez sur grand écran, comme elle le confiera en janvier 1965 au magazine Showtime .
Pour le rôle de Bert, bien plus développé que dans le livre, Walt envisage d'abord Cary Grant, refusé par Travers, puis Laurence Harvey et Anthony Newley. D'après une interview de Walt Disney donnée au Ladie's Home Journal en octobre 1963, le choix de Dick Van Dyke a été motivé par une interview où l'acteur déclarait qu'il ne ferait que des films qu'il pourrait voir avec ses enfants. Walt Disney le choisit après avoir regardé un épisode de l'émission que Van Dyke anime sur CBS. Van Dyke propose aussi de jouer gratuitement le rôle de M. Dawes Sr. quand il apprend que le rôle n'était pas attribué. En réalité, les syndicats ne permettant pas ce genre d'accord, Van Dyke fut payé 4 000 dollars, somme qu'il reversa au California Institute of the Arts.
Pamela L. Travers propose Margaret Rutherford pour la femme aux oiseaux et Karen Dotrice pour Jane. La prestation de la jeune Karen, fille de Roy Dotrice dans Les Trois Vies de Thomasina (1963), est tellement appréciée par les studios qu'elle est invitée en Californie et engagée aussitôt,,. Le film Les Trois Vies de Thomasina, sorti de façon limitée en décembre 1963, fait partie des productions Disney tournées au Royaume-Uni avec des acteurs majoritairement locaux.
Jane Darwell, l'inoubliable Ma Joad des Raisins de la colère (1940), est choisie pour le rôle de l'émouvante « femme aux oiseaux ». Elle vit alors dans une maison de retraite pour acteurs et ne peut plus marcher. Ce sera son dernier film.
David Tomlinson et Glynis Johns interprètent les parents Banks. Selon Maltin, Tomlinson parvient « à ne pas transformer le père en un méchant » alors que Glynis John est « une actrice qui éclaire l'écran lorsqu'elle apparaît, même quelques minutes » ; elle rend ainsi la scène de la chanson « Les Sœurs suffragettes » mémorable. Glynis Johns avait déjà travaillé pour Disney lors de deux films des années 1950 produits par Walt Disney British Films, La Rose et l'Épée (1953) de Ken Annakin, dans le rôle de Mary Tudor, et Échec au roi (1953) d'Harold French. Lors de sa première audition, Glynis John pensait interpréter le rôle de Mary Poppins, mais Walt Disney la détrompe en prétendant que les frères Sherman avaient composé une magnifique chanson pour elle, en tant que Mme Banks,,. Informés de ce mensonge, les deux frères remanient la chanson Practically Perfect, prévue initialement pour Mary Poppins mais écartée, qui devient Sister Suffragette,,.
Arthur Treacher et Reginald Owen, deux vétérans du cinéma, jouent des rôles mineurs mais mémorables, tandis qu'Ed Wynn interprète un rôle conçu sur mesure pour lui : celui d'un homme qui ne peut s'empêcher de rire.

### Tournage
Walt Disney choisit Robert Stevenson comme réalisateur en raison de ses précédentes productions pour le studio, dont Darby O'Gill et les Farfadets et Monte là-d'ssus. Mais ce choix se fait au détriment de Ken Annakin, qui avait travaillé pour les studios Disney au Royaume-Uni au début et à la fin des années 1950 et cherchait à obtenir les droits d'adapter Mary Poppins. La direction artistique ou les effets spéciaux sont confiés, entre autres, à des vétérans du studio dont William H. Tuntke, Emile Kuri, Peter Ellenshaw ou Robert Mattey. Arthur J. Vitarelli est à nouveau le réalisateur pour les scènes avec des éléments volants. D'après Dave Smith, les seuls employés non Disney, en dehors des acteurs, sont les chorégraphes Marc Breaux et Dee Dee Wood.
Le tournage commence en mai 1963 pour s'achever en septembre. Le film est entièrement tourné dans les studios de Burbank. Christopher Finch mentionne des scènes aux décors simplistes qui ne dépareraient pas dans un théâtre de Broadway. Le jardin et les toits de Londres sont reconstitués dans le « Stage 2 » d'une superficie de 31 200 pieds carrés (2 899 m2). Le 2 août 2001, à l'occasion des 50 ans de sa construction, le bâtiment sera baptisé « Julie Andrews » en l'honneur de l'actrice.
Selon les souvenirs de Tom Leetch, assistant réalisateur sur le film, le tournage a été aussi difficile que l'écriture du scénario, avec de nombreuses répétitions en raison du souci du détail, avec Walt Disney présent quotidiennement sur le plateau. Selon Karen Dotrice, il était présent tous les jours sur le plateau pour être sûr que l'esprit reste joyeux. Les scènes étaient reprises pour un décalage de quelques centimètres et répétées durant une semaine ou dix jours avant d'être faites en costumes. Pour Leetch, c'était plaisant mais très lent. À la demande de Pamela L. Travers, la jupe de Mary Poppins est même commandée à un atelier de Kensington Road à Londres. Afin de pouvoir répéter au mieux, une maquette des toits de Londres a été fournie aux chorégraphes et reproduite grandeur nature dans une salle de répétition. La scène Step in Time faillit être coupée à la suite d'une suggestion de Walt Disney, mais elle a été conservée car elle participait à l'ensemble du film.
Côté ambiance de tournage, Walt Disney avait fait en sorte que tout se passe bien et, d'après Arthur Vitarelli, les seuls accrocs étaient dus à l'incompatibilité entre les styles de Robert Stevenson et Dick Van Dyke. Stevenson est très carré, ne tournant que quelques secondes, alors que Van Dyke, plus libre, se sentait frustré par des prises si courtes. Vitarelli a, lui, reculé quand Van Dyke insistait pour jouer les scènes sans doublure. Valérie Lawson indique que, tandis que les acteurs dansaient dans les studios Disney avec des manchots, l'auteur Pamela L. Travers essayait de se libérer de son anxiété en pratiquant la méditation sur des tatamis à Kyoto. Travers était intriguée depuis de nombreuses années par la photo d'une statue de Bouddha au temple Kōryū-ji et l'argent remis par Disney lui a permis de faire plusieurs séjours en Asie dès juillet 1961 à Bangkok puis au Japon.

### Effets spéciaux
La technique du procédé à la vapeur de sodium (ou « écran jaune ») utilisée pour mélanger animation et prises de vues réelles n'est pas une première et est portée au crédit d'Ub Iwerks dès Mélodie du Sud, elle est utilisée par les studios Disney dès les années 1920 pour la série de courts-métrages Alice Comedies mais aussi dans les années 1940, notamment avec Mélodie du Sud (1946). Mary Poppins combine dans le même esprit personnages vivants et animés dans des décors réels ou dessinés,. Cette technique valut à l'équipe qui la mit en place l'Oscar des meilleurs effets visuels de 1965.
D'après Ward Kimball, Walt Disney appréciait les films en prises de vues réelle dans lesquels on pouvait insérer des effets d'animation, tels qu'une voiture volante, ce qu'il réalisa dans Monte là-d'ssus (1961),. Techniquement, ces effets combinent des acteurs ou des objets suspendus par des câbles, des miniatures, des décors peints et des ajouts au montage. John West précise que, par certains côtés, ces filins sont de grandes balançoires. Selon les producteurs de Monte là-d'ssus, l'utilisation de câbles obligeait le tournage en noir et blanc, choix repris pour Après lui, le déluge (1963) mais, rapidement, la technique évolue et, pour Mary Poppins, le tournage se fait en couleurs. Durant une répétition, les câbles utilisés par la doublure de Dick Van Dyke pour le faire voler se sont rompus, heureusement sans qu'il soit gravement blessé. La séquence des nounous repoussées par le vent devait initialement être faite en animation, mais Vitarelli a obtenu l'accord pour la réaliser avec des acteurs et des filins.
L'une des techniques habituelles, la rétro-projection, impliquant le tournage des acteurs après l'animation, est écartée au profit du tournage des prises de vues réelles, sur lesquelles les animateurs ont ajouté par la suite les rôles secondaires animés. Ub Iwerks est autorisé à acheter, pour 250 000 dollars, un nouveau procédé de matte painting non précisé mais assimilable à l'image latente. Iwerks serait aussi le responsable des effets spéciaux de la scène où Mary Poppins vole au-dessus des toits de Londres. Walt Disney déclara au réalisateur Robert Stevenson qu'il ne devait « pas s'inquiéter de ce que les animateurs étaient capables ou non de faire, parce que sinon ces gars vont le surpasser. » Les animateurs ont critiqué les choix du réalisateur, Franklin Thomas et Ollie Johnston évoquent l'espace qui limite le nombre des manchots et l'angle de prise de vue ne permettait pas de les mettre à leur avantage. Une autre conséquence est l'aspect plat des animations par rapport aux acteurs, ainsi que l’impossibilité d'avoir la même luminosité. Robert Broughton, artiste des effets spéciaux photographiques, est crédité de façon posthume pour la composition cinématographie des peintures matte en couleur permettant à Dick Van Dyke de danser avec les manchots.
Le film utilise également d'autres effets spéciaux visuels. Robin Allan mentionne les décors d'époque édouardienne et les peintures sur miroir réalisées par Peter Ellenshaw. Le film utilise aussi l'enregistrement image par image et le défilement inversé, par exemple pour la scène de la nursery où Jane voit ses jouets revenir dans leur coffre de rangement. Cette scène est, pour Leonard Maltin, celle où les effets spéciaux sont les plus visibles, du moins compréhensibles. L'ensemble des techniques mises en œuvre pour le film fait dire à Richard Schickel qu'elles ont rendu le film possible et à Christopher Finch qu'« il n'aurait jamais pu être réalisé ailleurs [que chez Disney]. »
Le film totalisant 139 minutes, il est question de supprimer les scènes de la berceuse Stay Awake et de l'oncle Albert, qui sont finalement conservées, la première tenant particulièrement à cœur à Julie Andrews.
On peut relever quelques faux raccords dans le film :
- lorsque Mary Poppins se prépare à son arrivée, assise sur son nuage, son sac et son parapluie sont posés à chaque côté de la jeune femme. Sur le plan large suivant, ces accessoires n'apparaissent pas ;
- quand George demande à Jane et Michael de s'approcher, le jeune garçon tient son cerf-volant dans son dos. Sur le plan qui suit, il le tient devant lui. De plus, on peut apercevoir Karen Dotrice marmonner la réplique à Matthew Garber ;
- lorsque Mary sort une plante de son sac (Michael regardant par-dessous) et qu'elle passe à côté de la table, on peut apercevoir qu'elle projette son ombre sur le côté de la table mais pas sur le jeune garçon (Julie Andrews et la table ayant été, en fait, incrustées sur le plan) ;
- lorsque Bert dessine un pont, il ne trace qu'une seule arche. Peu après, quand les personnages entrent dans l'univers du dessin, le pont apparaît avec deux arches ;
- lorsque le vieux directeur de la banque franchit la porte d'entrée, il s'arrête au bord de la marche. Au changement de plan, il apparaît plus reculé puis avance de nouveau vers la marche ;
- lorsque George déchire l'annonce de ses enfants, on ne compte que huit morceaux de papiers qui s'envolent. Sur le plan extérieur qui suit, on en compte une bonne quinzaine ;
- lorsque Michael s'élève dans la cheminée pour se retrouver sur le toit, on peut apercevoir le mannequin doublant Matthew Garber au moment où le garçon sort ;
- lorsque Bert appelle des camarades pour « entrer dans la danse », ceux-ci sortent de trois cheminées. On peut apercevoir qu'en fait, les figurants sont cachés derrière, détail visible par un de leurs bras dépassant du décor.

### Animation
Pamela L. Travers avait explicitement refusé toute utilisation de l'animation mais comme le fait remarquer Diane Disney, son père Walt avait tout de même préparé le terrain au cas où il souhaiterait le faire… et il l'a fait. L'idée de l'utiliser serait venue à Walt Disney lors de l'écoute de la chanson Jolly Holiday qui comprend un quatuor de garçons de café. Ceux-ci faisant toujours penser à Walt à des manchots, il demanda de transformer la séquence en animation.
Finalement, le film comporte deux séquences d'animation, un peu comme Mélodie du Sud (1946) que Disney projeta à ses animateurs pour les convaincre. La première, longue, commence dans la nursery avant d'entraîner les enfants, Bert et Mary dans des aventures fantastiques ; la seconde, plus courte, intervient lors de la scène de la femme aux oiseaux. Pamela L. Travers demanda en vain la suppression de la première. La seconde séquence est le reste d'une scène plus longue coupée au montage, mais retrouvée par l'archiviste Dave Smith et conservée aux Walt Disney Archives.

Esquisse des manchots et en dessous du capitaine Crochet de Peter Pan, présentées en 2011 à l'expo D23.

L'animation, qui a pris onze mois, a été réalisée après le tournage sous la supervision d'Hamilton Luske, à qui l'on doit aussi Pinocchio et Fantasia (1940) et, dans les années 1960, qui avait de plus en plus la charge des séries télévisées en prises de vues réelles.
Aucun des personnages animés ne porte de nom ; ils apparaissent souvent en groupe, comme la paire de tortues utilisées par Mary et Bert comme rocher pour traverser un ruisseau ou les quatre manchots garçons de café. À propos des manchots, Frank Thomas explique, en 1981, lors d'un entretien pour Rox et Rouky, qu'il s'était renseigné sur les manchots, avait découvert qu'il y avait 26 espèces de sphenisciformes et que le studio voulait simplement ce que le public pensait être un manchot. Il y a aussi les cinq membres du groupe Pearly Band qui servent de choristes pour la chanson Supercalifragilisticexpialidocious. Grant ajoute aussi que la bande de reporters-journalistes entourant Mary Poppins après sa victoire sont plus inspirés des vieux films avec de longs imperméables, des blocs-notes et autres signes distinctifs que des véritables journalistes. Les voix de la plupart des animaux sont celles des acteurs habituels doublant les dessins animés du studio, dont Ginny Tyler qui fait les sifflements.
Quelques personnages apparaissent seuls, comme le garde du carrousel ou la vraie star de la séquence animée : le renard poursuivi par le chasseur. Mais ce renard ne ressemble pas aux autres futurs renards de Disney, comme Rox dans Rox et Rouky (1981) ou Robin dans Robin des bois (1973). Le renard de Mary Poppins est petit et famélique, mais déterminé à survivre, attirant l'empathie du public. Sa voix originale est celle de Dal McKennon, ayant un fort accent irlandais.
Finalement, la production du film aura duré quatre ans et coûté entre 5 et 5,2 millions de dollars.

### Promotion
En raison de son utilisation comme timbre, on sait que l'affiche originale du film est l'œuvre de Paul Wenzel. Une campagne publicitaire assez importante accompagne le film avec pas moins de 46 sociétés partenaires, à la suite de la signature, par Pamela L. Travers en 1961, d'une longue liste de produits dérivés. La chanson Un morceau de sucre (A Spoonful of Sugar) est ainsi l'occasion d'une campagne de la National Sugar Company avec des personnages Disney,.
Chaque département de Disney est appelé à promouvoir le film. Jimmy Johnson à la tête de Walt Disney Records supervise la création d'un dossier de presse musical avec la bande originale, un synopsis de l'histoire, des fiches sur les acteurs illustrées par des images du film et des partitions des chansons. Un mois après l'envoi de ce dossier, sans retour de maison de disques, Disney Records organise des visionnages du film encore inachevé à New York et Burbank. Toujours sans succès, en juin 1964, Johnson contacte Louis Prima, alors en concert à Las Vegas pour enregistrer deux chansons, dont A Spoonful of Sugar, mises sur un disque et envoyées aux stations de radio.

## Sortie et accueil

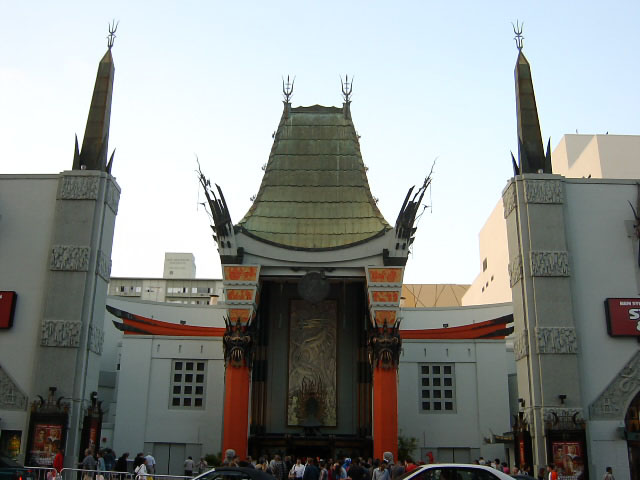
Le Grauman's Chinese Theatre à Los Angeles.

La première mondiale de Mary Poppins a lieu au Grauman's Chinese Theatre à Hollywood, le jeudi 27 août 1964,,,,,,,. La soirée est digne des plus importantes productions Disney, les spectateurs étant accueillis par Mickey Mouse, Dingo, Blanche-Neige et les 7 nains, ainsi qu'une troupe de douze ramoneurs, des agents de sécurité habillés en bobbies et des hôtesses du parc Disneyland,,.
Toutefois, selon John West, le studio n'avait pas organisé de soirées de ce genre depuis Blanche-Neige et les Sept Nains en 1937. Le succès est total, avec une standing ovation de cinq minutes, tandis que Pamela L. Travers « pleure de joie artistique... ou financière » pour ses 5 % des revenus. Elle fait toutefois deux remarques, l'une sur le personnage de Bert et l'autre sur la séquence d'animation qui ne la satisfont pas, mais Walt lui répond qu'il est trop tard pour changer quoi que ce soit. Après la première, le film est sorti dans quinze villes américaines clés avant d'être diffusé plus largement.

### Accueil des critiques
Hollis Albert, dans le Saturday Review, évoque « l'un des plus magnifiques exemples de divertissement venus d'Hollywood ». Bosley Crowther cite un extrait du film : « les gens presque parfaits ne permettent pas à leurs sentiments de brouiller leurs sensations » et considère qu'être pratiquement est irrésistible. Le Time écrit que Mary Poppins retourne durant ses jours de congés à Oz et que pour réaliser un meilleur spectacle [que Le Magicien d'Oz (1939)], Disney a utilisé l'ensemble de la machinerie magique à sa disposition. Lyndon B. Johnson, alors président des États-Unis, promet que le film va réconcilier une nation brouillée avec son concept de « Grande Société ». Judith Crist, critique au New York Herald Tribune et l'émission Today, écrit que « le cinéma a été inventé pour montrer des scènes comme la danse des ramoneurs, ». Maltin cite un extrait de sa critique :

« Les danseurs surpassent la magie des effets spéciaux techniques du film. […] Mlle Andrews est superbe dans le chant, la danse, la comédie et au cœur de tout (trop belle pour être Mary Poppins ? C'est une critique faite par un aigri qui ne sait pas que Mary Poppins est jeune et belle parce que tous ceux aimés par les enfants le sont). Et le Bert de Dick Van Dyke révèle que ses dons de danseur n'ont jamais vraiment été exploités avant, principalement parce qu'ils sont sans limites. Regardez la distribution au générique de fin pour plus de preuve. »

Judith Crist évoque le fait que Dick van Dyke a interprété deux personnages dans le film, Bert le ramoneur mais aussi un membre du comité de direction de la banque, le très âgé M. Dawes Senior,. Le Hollywood Reporter souhaite au film de se placer dans les quatre ou cinq meilleurs films de tous les temps mais évoque le fait étrange que, dans certains cercles intellectuels, le talent artistique de Disney est reconnu mais embarrasse et que le nom Disney est presque vu comme une maladie honteuse.
D'autres critiques sont plus acerbes. La plus virulente est Frances Clarke Sayers qui déclare que « le côté acerbe de Mary Poppins, imprévisible, plein de mystères et de magie, devient par le traitement de M. Disney un grand gros chamallow recouvert d'une touche de crème,,, ». La plupart des spécialistes de Disney, comme le très critique Richard Schickel qui cite Frances Clarke Sayers, désapprouvent ces propos, John Grant allant jusqu'à écrire que la suppression de la causticité du livre transforme le film en « un délice ». L'éditorialiste du Kansas City Star de l'époque titre même « Voici un film pour pourrir votre soirée », évoquant ces cercles dont on voudrait bien faire partie mais qui vous expulseront à la seule mention du film.
Dopé par les nombreuses critiques favorables et par une importante campagne publicitaire, le film est accueilli par le public comme aucun autre auparavant. C'est l'un des plus importants succès dans l'histoire des studios Disney, tant au niveau critique que financier. Pour Grant, il bat tous les records du box-office, a été applaudi par les critiques et marque le sommet de la carrière de Julie Andrews. Pour Finch, la clé de la réussite de Julie Andrews, qui est plus jeune et glamour que la Mary Poppins de Pamela L. Travers, ne tient pas que dans ses qualités vocales et en danse, mais est surtout d'avoir réussi à paraître impeccable et collet monté alors qu'elle est perpétuellement au bord d'une malicieuse folie.

### Succès commercial international
Lors de sa sortie initiale, le film récolte d'importantes recettes, même si les chiffres varient d'un ouvrage à l'autre : Cobbett Steinberg évoque 28,5 millions de dollars, Leonard Maltin et Steven Watts mentionnent 31 millions aux États-Unis, Maltin ajoutant 45 millions à l'international, Pat Williams et Michael Barrier donnent le chiffre de 44 millions de dollars, tandis que Richard Schickel indique 45 millions de dollars pour les États-Unis et le Canada. Neal Gabler cite 50 millions à l'international dont 30 millions aux États-Unis tandis que Valérie Lawson cite le chiffre de 75 millions de dollars. La journaliste Hedda Hopper, de CBS, évoque la rumeur prétendant que Walt Disney avait envisagé de vendre ses studios et son parc à thèmes à CBS pour prendre sa retraite, mais qu'avec le résultat du film, il pourrait racheter CBS.
De nombreux produits dérivés, livres, enregistrements et jouets ont accompagné le film et augmenté les revenus des studios,. La novélisation du film aurait même été vendue cinq fois plus que le roman original republié à l'occasion par l'éditeur de Travers,.
Jimmy Johnson précise que les ventes de disques n'ont réellement débuté qu'en 1965. Pour l'édition de la bande originale du film, Walt Disney est approché par RCA Records et Columbia Records, mais Roy Disney décline les offres au profit de leur propre label qui, du coup, pulvérise ses ventes avec deux millions d'exemplaires, en 1965,. Jimmy Johnson, Tim Hollis et Greg Ehrbar mentionnent l'édition d'une version « seconde distribution » publiée par Disneyland Records avec Marni Nixon interprétant Mary Poppins,. Les secondes distributions sont un phénomène assez courant dans les années 1960 où des chanteurs professionnels, ici sous contrat avec Disney, ont enregistré les chansons issues du film. Marni Nixon avait assuré le doublage chanté d'Audrey Hepburn pour le film My Fair Lady. Hollis et Ehrbar créditent Bill Lee (Bert), Pamela Shannon et le compositeur Richard Sherman (oncle Albert). Elle s'écoule à un million d'exemplaires et la version racontée à un demi-million, cette dernière étant narrée par Robie Lester. Duke Ellington enregistre même un album intitulé Duke Ellington Plays Mary Poppins les 6, 8 et 9 septembre 1964 à Chicago,. Jimmy Johnson précise que, parmi les nombreux disques sortis, seule la bande originale était demandée par le public et seule la version de Ray Conniff a eu une place dans les classements. Le succès musical du film a forcé le studio à ne plus jamais négliger l'édition musicale d'un film.

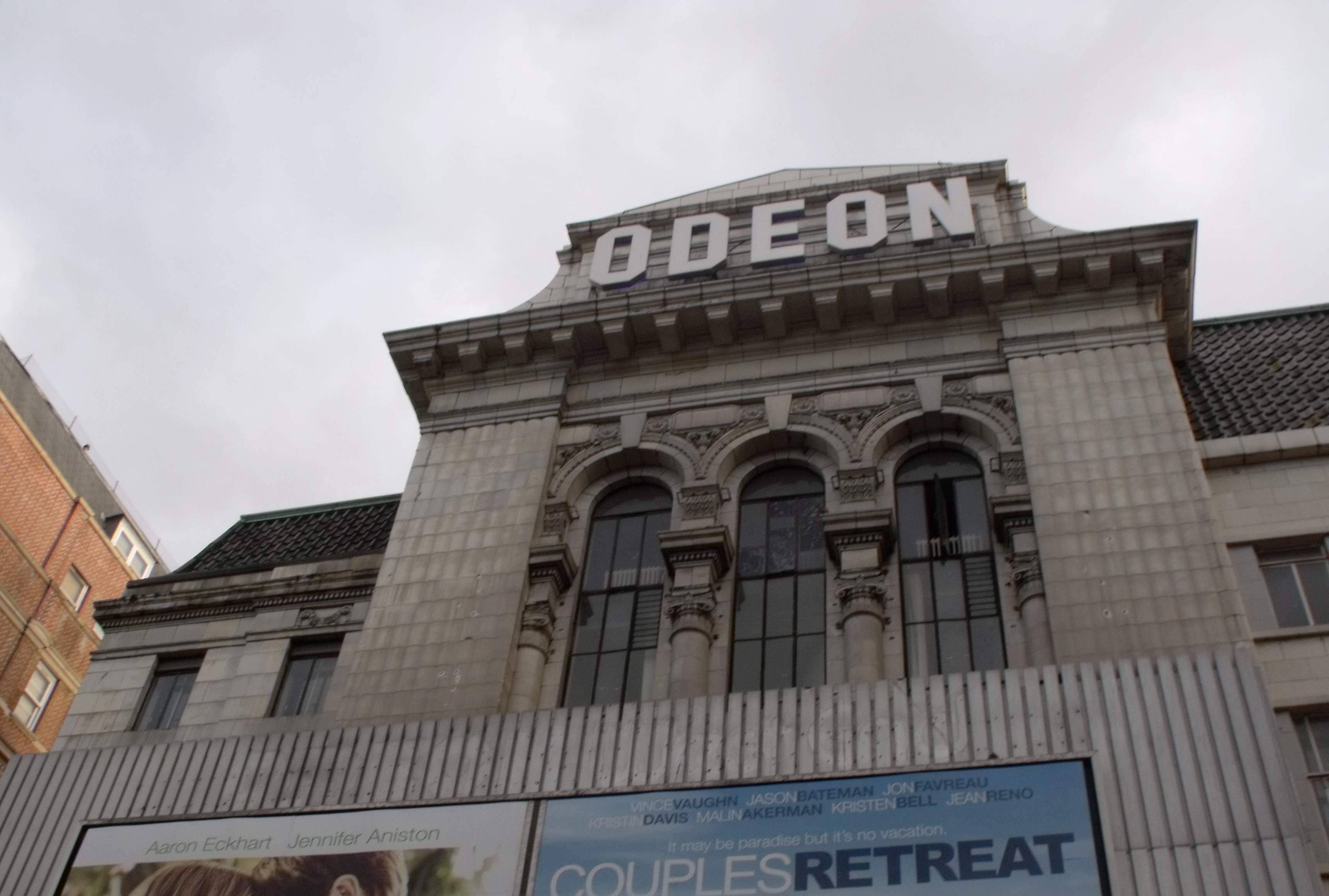
Le Leicester Square Theater à Londres.

Après sa sortie américaine, le film a fait l'objet d'une première européenne au Leicester Square Theater le 17 décembre 1964 en présence de Julie Andrews, Pamela L. Travers, David Tomlinson et Hermione Baddeley, mais sans Walt Disney. Le succès est moins important, la critique et la population britanniques n'étant pas réceptives à la vision acidulée américaine.
Lors de la sélection pour les Oscars, deux chansons du film ont été présélectionnées, ce qui, selon Jimmy Johnson, était une première, avec un risque de dilution des voix. Le studio a donc décidé d'augmenter la diffusion de Chem cheminée sur les radios de Californie, où vivent au moins 175 des membres de la commission musicale, et réduire la diffusion de A Spoonful of Sugar durant le mois entre la présélection et la sélection officielle pour favoriser la première au détriment de la seconde. Julie Andrews reçoit un Oscar pour son interprétation, car elle a réussi, selon Maltin, à capturer chaque nuance du personnage et non, malgré ce que certains ont pu dire, par compassion ou comme un camouflet à Jack Warner qui avait refusé de l'engager pour My Fair Lady. Dick Van Dyke a lui aussi démontré l'étendue de ses talents, bien plus vaste que ce que les téléspectateurs pouvaient imaginer, dont une faculté de parler aux enfants sans condescendance. Selon Jimmy Johnson, il n'a jamais été aussi bon avant ou après. Au total, le film a été nommé 13 fois aux Oscars 1965 et a obtenu 5 prix : Meilleure actrice, Meilleurs effets visuels, Meilleur montage, Meilleure musique originale et Meilleure chanson originale. Jimmy Johnson précise qu'il est rare que la bande originale d'un film et une chanson du même film reçoivent toutes les deux un oscar.
Jimmy Johnson mentionne un contrat de licence musicale signé en 1965 avec la société japonaise Nippon Columbia comprenant une adaptation en japonais de la bande originale de Mary Poppins (1964) et des versions anglophones qui se sont vendues par milliers alors que le film ne sortait qu'en décembre 1965.
Après la sortie du film et son succès, Pamela L. Travers a continué à écrire, dont quelques histoires liées à Mary Poppins. Dans les années 1980, elle est contactée par le studio Disney qui délègue un scénariste pour faire une suite au film, mais sans succès. Pamela L. Travers semble toutefois déconnectée du film et de son succès, déclarant dès 1964 que, pour elle, le plus important, désormais, était d'avoir une rose à son nom ou celui de son héroïne, souhait exaucé d'après John West dans les années 1980. De leur côté, les deux jeunes acteurs Karen Dotrice et Matthew Garber n'ont pas profité du succès du film. Karen Dotrice a continué à faire des seconds rôles et s'est mariée à l'acteur Alex Hyde-White. Matthew Garber était resté en contact avec Hugh Attwooll et, âgé de 8 ans à la sortie du film, il décide de faire le tour du monde. Il envoie au réalisateur une carte postale d'Inde qui met trois mois à venir. Entre-temps, il contracte une maladie et décède le 13 juin 1977 dans un hôpital de Londres des suites d'une pancréatite à l'âge de 21 ans.
Mary Poppins fait partie des nombreux films scénarisés par Bill Walsh qui ont été des succès commerciaux rentables et populaires pour le studio dans les années 1960 aux côtés de Quelle vie de chien ! (1959), Monte là-d'ssus (1961), Après lui, le déluge (1963), L'Espion aux pattes de velours (1965) et Lieutenant Robinson Crusoé (1966). Le film est sorti au moins trois fois au cinéma aux États-Unis, Caitlin Flanagan mentionne 1964, 1973 et 1980,,. En 1973, le film est présenté comme pour une première mondiale au Radio City Music Hall avec une cérémonie, la première organisée dans ce lieu pour une ressortie. Ron Miller, gendre de Walt Disney alors à la tête du studio, avait prévu la sortie du film d'horreur Les Yeux de la forêt pour l'été 1980 mais, en raison des critiques généralisées, a décalé la diffusion et l'a remplacé par une ressortie de Mary Poppins,. Andrew Epstein, du Los Angeles Times, se demande, en mai 1980, lors de l'annonce de la ressortie de Mary Poppins, si  le joyeux film de 1964 ressortant en salle en pleine débâcle va restaurer la confiance perdue envers les studios Disney.

### Classification du British Board of Film
En 2024, le film est reclassifié par le British Board of Film Classification (BBFC). Il est sorti de la catégorie « U » (pour universel) pour rejoindre la catégorie « PG », qui nécessite un contrôle parental. L'organisme explique qu'un terme péjoratif, celui de « Hottentots », est utilisé pour désigner les Khoïkhoï d'Afrique du Sud et de Namibie. Il y apparaît deux fois pour désigner les ramoneurs au visage couvert de suie.

## Analyse
De nombreux critiques considèrent Mary Poppins comme le chef-d’œuvre ultime de Walt Disney, tel Leonard Maltin. Pour Maltin, s'il ne fallait retenir qu'un mot pour décrire le film, ce serait « supercalifragilisticexpialidocious, sinon il épuiserait une bibliothèque pleine d'adjectifs. » Pour Christopher Finch, Mary Poppins est l'un des plus grands succès de l'histoire du cinéma. John Grant écrit, en 1993, qu'il devient difficile d'écrire quelque chose d'inédit sur le film, ajoutant qu'il est bien meilleur que le livre dont il s'inspire.

### Succès des studios et testament de Walt Disney
Selon Leonard Maltin, Walt Disney n'a pas eu autant d'éloges depuis ses débuts dans l'animation avec Mickey Mouse. Le studio a réussi à éviter deux écueils : la destruction du personnage de Mary Poppins et le sentimentalisme. Mary Poppins est un film produit par une entreprise qui atteint ses 35 années d'existence et réalisé par une équipe forte de cette expérience, guidée par Walt Disney en personne. Maltin note que Walt a aussi engagé du « sang neuf » pour collaborer avec les vétérans, parvenant à un mélange parfait entre imagination des uns et savoir-faire des autres. Le film est riche en détails et son « attrait universel » réside, selon Maltin, dans ses différentes facettes. Il réunit ainsi réflexion avec le mouvement des suffragettes dont fait partie Mme Banks, comique avec les gags individuels ou celui centré sur l'amiral Bloom et sa maison en forme de bateau, fantaisie avec les incursions dans le monde animé, sentiments avec les enfants Banks délaissés par leurs parents, et musique. Maltin explique aussi que le film comporte non pas des enfants « mignons », qui ont souvent tué des films prometteurs, mais des enfants dont « le jeu est mignon ». Le film échappe, selon lui, à la perfection en raison de sa longueur, et il aurait supprimé la scène d'oncle Albert. Pour Maltin, au-delà des récompenses et des bénéfices financiers, Mary Poppins est une synthèse de l'art cinématographique et du divertissement développés par les studios Disney. Maltin termine son analyse ainsi : « Ce film couronne une carrière et si Walt Disney n'avait jamais reçu la gratitude du monde ou provoqué l'envie chez ses confrères auparavant, Mary Poppins l'aurait fait. »
Steven Watts écrit, quant à lui, que Mary Poppins est « la plus grande réalisation du divertissement des années 1960, […] une fantaisie musicale brillante qui mélange animation et prise de vue réelle, expertise technologique, divertissement familial, personnages attachants, décors frappants, comédie et danse. » John West précise que, pour de nombreux critiques, les 13 récompenses aux Oscars ne font que démontrer que Mary Poppins est une perle au milieu de la médiocrité. Le succès de cette comédie musicale ainsi que de My Fair Lady (1964) a poussé les studios à produire de nombreuses comédies musicales, mais à la différence des autres, le studio Disney a produit des musiques originales composées par les frères Sherman au lieu de reprendre des succès de Broadway. Jimmy Johnson considère que Mary Poppins est, de loin, le film en prise de vues réelles le plus personnel réalisé par Walt Disney, celui pour lequel il a accordé le plus de temps et d'attention. Johnson ajoute que Walt Disney était partout, qu'il était le catalyseur qui a fait que Mary Poppins fonctionne en tant que film.
Robin Allan relie Mary Poppins et son atmosphère édouardienne aux nombreuses productions nostalgiques de Disney (voir Nostalgie dans le film Danny, le petit mouton noir). Les décors évoquent pour lui la ville de Marceline autant que la banlieue londonienne, tandis que les séquences d'animation confèrent un aspect plus rural. Le film est ainsi un mélange entre nostalgies américaine et britannique. Douglas Brode note un fait étrange dans les productions Disney des années 1950-1960 : plusieurs films commencent par un plan général de Londres suivi d'un mouvement de caméra plongeant : Alice au pays des merveilles, Peter Pan, Mary Poppins et Les 101 Dalmatiens. Richard Shickel cite le rapport annuel des Walt Disney Productions en 1966, le dernier paraphé par Walt Disney, : « Dans les années 1930, Les Trois Petits Cochons a été un énorme succès et j'ai écouté les cris demandant d'autres films avec des cochons, mais je suis persuadé que personne ne peut citer une seule suite. Fort de ce constat, je n'ai jamais prévu de suite pour Blanche-Neige ... de même, je ne prévois pas de suite à Mary Poppins. » Malgré cela, Roy Disney déclare, en 1967, que le public s'attend à au moins un Mary Poppins par an, mais il ajoute qu'il ne doit pas l'espérer. »
Steven Watts note que Mary Poppins marque l'explosion de la guerre entre défenseurs et détracteurs de Disney qui s'affrontent désormais par presse interposée. Au printemps 1965, le responsable de l'éducation en Californie, le docteur Mac Rafferty, écrit dans le Los Angeles Times que Walt Disney est le plus grand pédagogue de tous les temps et que l'animation Disney a fait revivre d'importants morceaux de la culture populaire américaine. A contrario, Frances Clarke Sayers tire à boulets rouges dans le même journal, le traitant de « simulateur de nature éhonté », d'« artiste tape-à-l'œil » ou de « créateur de clichés. » Sayers multiplie les attaques les années suivantes dans plusieurs magazines, dont le National Observer et FM and Fine Arts, écrivant que « tous les films de Disney sont choquants », qu'ils falsifient la vie, terminant en rejetant la faute sur le public : « Il n'y a aucune raison pour que les bons livres soient réduits ou affaiblis pour satisfaire les attentes d'un public qui n'est pas prêt ou pas assez intéressé pour faire l'effort de les lire. » D'autres auteurs rejoignent le camp de Sayers, comme Whitney Balliet, dans The New Yorker, qui écrit que les films de Disney sont pleins « de sadisme, de violence, de stupidité, d'avidité et de peur » et que leur histoire est « portée par des personnages blêmes et sots.» Des experts de la littérature enfantine écrivent dans les pages de la New York Times Book Review ou de Book Week que Disney « estompe les différences entre la fantaisie commerciale et l'imagination véritable » et présente « un fantastique déballage de littérature de pacotille. » L'accueil des productions Disney se scinde ainsi en deux clans : l'un élitiste, toujours prêt à critiquer et considérant Disney comme une activité lucrative, et l'autre grand public qui partage les mêmes principes moraux et les valeurs du divertissement.
La réponse de Walt Disney aux attaques de Sayers consiste à refuser de répondre publiquement et courber le dos, tout en reconnaissant gagner de l'argent. Sayers admet « qu'attaquer Disney, c'est comme attaquer une mère... une institution américaine. » Watts note que les réprimandes de ce genre ont augmenté à partir du milieu des années 1960, alors que la société Disney commençait à prendre des forces sur plusieurs fronts.
En 2011, le critique Drew Casper a résumé ainsi l'impact de Mary Poppins : « Disney était le leader, ses fantaisies musicales mélangeaient animation et effets spéciaux vraiment merveilleux en prises de vues réelles pour des enfants et l'enfant en chaque adulte. Mary Poppins était sa cerise [sur le gâteau]... l'histoire était simple, presque banale. Mais le traitement du film est caractérisé par une sophistication extrême (tel le montage de Coton Warburton pour la séquence sur les toits) et une grande faculté d'imagination (une dégustation de thé sur le plafond, un escalier de fumée noire au sommet de la ville). » Shickel écrit que Mary Poppins marque la fin d'une époque : les studios, sous l'impulsion de leur fondateur, se recentrent sur les films en prises de vues réelles, se servant de l'animation pour rehausser certains. Pour Robin Allan, Mary Poppins constitue l'épitaphe de Walt Disney au cinéma.

### Un voyage psychédélique
Pour Christopher Finch, Mary Poppins est une « extravagance » qui aurait parfaitement convenu aux années 1930 ou 1940 mais qui est une « forme d'art perdu » dans les années 1960. Maltin y voit, quant à lui, une stylisation totale : rien n'est réel, tout a été recréé, chaque centimètre dessiné dans un but précis. Le panorama de Londres au générique est une peinture rendue vivante par le cinéma. La couleur est éblouissante comme dans la scène Jolly Holliday. La musique des frères Sherman est à son meilleur niveau, pleine d'esprit, sentimentale et unique.
Brode écrit que Mary Poppins, avec son décor britannique et son aspect hippie, est contemporaine de la British Invasion. Les séquences d'animation sont, pour Brode, inspirées par un « voyage sous LSD. » La scène chez l'oncle Albert est une variante de la Mad Tea Party d’Alice au pays des merveilles (1951) dans laquelle, après une tasse de thé, le buveur grimpe au plafond. Mary Poppins offre aux enfants de la famille Banks des « vacances fleuries », aidée dans cette tâche par Bert, un musicien ambulant qui crée des paysages colorés avec des bâtons de craie sur les trottoirs de Hyde Park. Le but du film est de « retrouver la part d'enfance qui ne doit pas nécessairement disparaître » et, malgré certains moments tristes, c'est un des films de Disney les plus appréciés. Chris Cuomo note que les connexions symboliques et cinématographiques entre Mary Poppins et Le Magicien d'Oz (1939) sont nombreuses et peuvent faire l'objet d'une étude fascinante.

### Stéréotypes Disney
Depuis Blanche-Neige et les Sept Nains (1937), les studios Disney ont créé des icônes culturelles comme l'innocente Blanche-Neige ou la Reine-sorcière. Parmi les stéréotypes véhiculés par Disney, plusieurs auteurs évoquent la marâtre présente dans Blanche-Neige et Cendrillon, le personnage principal sans présence maternelle évoqué dans Blanche-Neige, Pinocchio, Bambi ou, dans une moindre mesure, Dumbo. Cet aspect de la « mère absente » est développé par Lynda Haas, Elizabeth Bell et Laura Sells. Dans Mary Poppins, comme dans Mélodie du Sud et d'autres films postérieurs, le studio utilise le stéréotype de la mère réduite à ses seuls éléments sociétaux. Sean Griffin va plus loin et rappelle que, dans la plupart des productions, des courts-métrages d'animation des années 1930 et 1940 aux séries télévisées des années 1990, la femme est au second plan, les personnages principaux étant essentiellement masculins.
Caitlin Flanagan écrit que le film met en avant la famille [américaine] idéale selon Walt Disney (père travailleur, mère au foyer et enfants heureux) mais que ce n'est pas l'image renvoyée par Pamela L. Travers. Flanagan rappelle que Mlle Travers ne s'est jamais mariée, portait des pantalons, a eu une relation tumultueuse avec un homme marié plus vieux qu'elle et a longtemps vécu avec une autre femme. À l'âge de 40 ans, elle tenta d'adopter sa jeune femme de ménage âgée de 17 ans, mais sans succès, puis alla en Irlande adopter un bébé, mais pas son frère jumeau.
Pour Brode, Mary Poppins présente un cliché du Britannique propre et convenable, tout comme l'oncle Rémus est celui du vieux serviteur noir dans Mélodie du Sud (1946). Le film musical comporte une énième critique du banquier spoliant les petits propriétaires terriens, thème aussi développé dans Calloway le trappeur (1965) et dont la justification est attribuée par Brode aux origines de Walt Disney, le Midwest américain. Brode développe ses propos : M. Banks, désinvolte, terne, propre et résolument impassible, est une version moins caricaturale de M. Darling dans Peter Pan (1953). Mme Banks est une suffragette volontaire servant de substitut à la femme urbaine des années 1960 qui s'oppose à son mari en militant pour les droits des femmes. Brode ajoute aussi l'usage répété de la magie, de la bonne fée.
Critiqués pour leur caricature d'un colporteur juif dans Les Trois Petits Cochons (1933), les studios Disney ont également présenté au travers d'Ed Wynn de nombreux personnages juifs sympathiques, tels l'oncle Albert dans Mary Poppins, le chef des pompiers dans Monte là-d'ssus (1961), le juge du concours agricole dans Après lui, le déluge (1963) ou le fabricant de jouets dans Babes in Toyland (1961). Le film comportant plusieurs personnages âgés, certains positifs, d'autres négatifs, on ne peut pas, selon Brode, qualifier la production de discriminatoire envers ces derniers. Maltin explique que l'une des clés du succès du film est son humanité et sa fantaisie, comme dans la scène où M. Banks se rend seul et de nuit à la banque pour être licencié, tandis que Bert explique aux enfants qu'il est un homme bien malgré son côté rude.

### La nounou et son impact sur la famille
Pour Pat Williams, ce que les gens retiennent du film est que les enfants ont simplement besoin d'amour et d'attention. L'essayiste américaine Chris Cuomo est reprise à la fois par Lynda Haas, Elizabeth Bell et Laura Sells dans From Mouse to Mermaid et par Sean Griffin dans Tinker Belles and Evil Queens. Cuomo compare Mary Poppins à L'Apprentie sorcière (1971), estimant que le second ne parvient pas à égaler le premier,. Elle étudie les films en comparant les images morales et sexuelles qu'ils abordent. Elle écrit que « la mission morale de Mary Poppins est de sauver une famille dirigée par un mauvais patriarche et une suffragette peu concernée,. » Douglas Brode considère L'Apprentie sorcière comme une variante de Mary Poppins pour plusieurs raisons, principalement la mère de substitution et l'utilisation de la magie.
Si l'image de Mary Poppins est celle d'une jeune femme apparemment convenable, discrètement magicienne, une « nounou rebelle sans cause féministe », Douglas Brode écrit que l'élément le plus complexe et ambitieux du film [par rapport aux précédentes productions] est la métamorphose d'un pur capitaliste en un illuminé : M. Banks, conventionnel, conformiste et capitaliste, subit un choc culturel au contact d'une femme à l'apparence normale, Mary Poppins, malgré tout anticonformisme. Cuomo résume sa fonction à apporter l'ordre dans la cellule familiale. Brode ajoute que Mary Poppins est telle « une déesse mère qui extrait les enfants de leurs existences conventionnelles et tristes »,, ou Zeus dans la Symphonie pastorale de Fantasia (1940), toujours prêt à lancer la foudre. Les valeurs de Mary Poppins, bien que divergentes des suffragettes, ne sont pas pour autant machistes. Ainsi, elle n'accepte pas la négligence de Winifred Banks vis-à-vis de ses devoirs maternels. Steven Watts rappelle que les deux acteurs principaux participent aussi au renforcement de ce message, Julie Andrews ayant déclaré que son plus grand rôle était d'être mère, tandis que Dick Van Dyke est souvent présenté comme un homme pratiquant et attaché à sa famille. Pour Cuomo, le message éthique du film est que, « face à une famille qui se désintègre, l'homme a l'occasion de reprendre le contrôle. » Caitlin Flanagan estime que la morale du film (« licencier la nounou pour vivre en famille ») est surprenante et que l'œuvre est de la propagande anti-nourrice. Toutefois, elle précise que cela n'est pas très gênant car le public retient uniquement que la famille a retrouvé la joie.
Cuomo s'interroge aussi sur les éléments sexuels du film. Mary Poppins n'interfère pas dans la cellule familiale ; il n'y a aucune tension sexuelle avec M. Banks, et à peine un flirt avec Bert, le musicien de rue. Elle donne même l'image d'une vieille fille célibataire. Cuomo relie son comportement à la résistance envers l'hétérosexualité dans les années 1970 ou 1990 mais aussi au féminisme victorien. Elle sert même de conscience antiféministe pour la famille Banks tout en rappelant que le bonheur passe par la vie de famille. Cuomo trouve toutefois l'image de la fée-vieille fille plus convaincant dans L'Apprentie sorcière que dans Mary Poppins.

## Adaptations et produits dérivés

### Littérature
Une adaptation en bande dessinée a été publiée en juillet 1973 dans le magazine Walt Disney Showcase.
L'histoire revue par les scénaristes de Disney a fait l'objet, en France, d'une publication dans la Bibliothèque rose. Dans les livres-disques Disneyland parus en 1964 et 1967, ce sont Simone Valère, puis Anna Gaylor (pour le texte) et Christiane Legrand (pour le chant) qui prêtent leur voix à Mary Poppins.

### Cinéma
Le studio Disney a essayé de reproduire le succès de Mary Poppins en reprenant le mélange animation et prise de vues réelles sous la forme de comédie musicale à plusieurs reprises, par exemple avec L'Apprentie sorcière (1971) ou Peter et Elliott le dragon (1977).
En 1988, les manchots serveurs de Mary Poppins ont été réutilisés dans Qui veut la peau de Roger Rabbit, dans la scène du Ink and Paint Club où chante Jessica Rabbit et où Betty Boop vend des cigarettes.
Pour le 40e anniversaire du film Mary Poppins, The Answer Studio, créé en octobre 2004 et composé de 35 des 101 employés du studio Walt Disney Animation Japan fermé quatre mois plus tôt, s'est vu confier la réalisation d'un court-métrage intitulé The Cat That Looked at a King. Réalisé par Peter Schneider, il est inspiré de Mary Poppins Opens the Door (1943).
Le 20 octobre 2013 est présenté, au 57e Festival du film de Londres, le long-métrage Dans l'ombre de Mary (Saving Mr. Banks), qui raconte la période de tractation entre Walt Disney (Tom Hanks) et Pamela L. Travers (Emma Thompson).
Le 14 septembre 2015, Disney commence le développement d'une suite de Mary Poppins, sous la direction de Rob Marshall,,. Le Retour de Mary Poppins (Mary Poppins Returns) sort en 2018.

### Exploitation musicale
Les chansons du film sont éditées dès 1965 en trois versions par Disneyland Records, :
- la bande originale avec des extraits du film, vendue à deux millions d'exemplaires en 1965 (voir section ci-dessus) ;
- une version « seconde distribution » vendue initialement à 1,98 dollar ;
- une version histoire racontée par une narratrice vendue initialement à 3,98 dollars.

Une version concomitante à la sortie du film, Duke Ellington Plays Mary Poppins, a été enregistrée par Duke Ellington du 6 au 9 septembre 1964 à Chicago. D'autres chanteurs reprendront par la suite les chansons du film, dont Louis Armstrong qui enregistre Chem cheminée le 17 mai 1968 à Hollywood parmi d'autres chansons issues des films de Disney. Lors d'une brève résurgence du phénomène au tournant des années 1980, le label ressort la bande originale dans une version Picture-disc, avec une illustration décorative sur la face du vinyle.
| Duke Ellington Plays Mary Poppins | Duke Ellington Plays Mary Poppins  | Duke Ellington Plays Mary Poppins | Duke Ellington Plays Mary Poppins | Duke Ellington Plays Mary Poppins | Duke Ellington Plays Mary Poppins | Duke Ellington Plays Mary Poppins | Duke Ellington Plays Mary Poppins | Duke Ellington Plays Mary Poppins | Duke Ellington Plays Mary Poppins |
| No                                | Titre                              | Durée                             |                                   |                                   |                                   |                                   |                                   |                                   |                                   |
| --------------------------------- | ---------------------------------- | --------------------------------- | --------------------------------- | --------------------------------- | --------------------------------- | --------------------------------- | --------------------------------- | --------------------------------- | --------------------------------- |
| 1.                                | A Spoonful of Sugar                | 3:13                              |                                   |                                   |                                   |                                   |                                   |                                   |                                   |
| 2.                                | Chim Chim Cher-ee                  | 2:52                              |                                   |                                   |                                   |                                   |                                   |                                   |                                   |
| 3.                                | Feed the Birds                     | 3:42                              |                                   |                                   |                                   |                                   |                                   |                                   |                                   |
| 4.                                | Let's Go Fly a Kite                | 2:31                              |                                   |                                   |                                   |                                   |                                   |                                   |                                   |
| 5.                                | Stay Awake                         | 2:28                              |                                   |                                   |                                   |                                   |                                   |                                   |                                   |
| 6.                                | I Love to Laugh                    | 2:29                              |                                   |                                   |                                   |                                   |                                   |                                   |                                   |
| 7.                                | Jolly Holiday                      | 3:04                              |                                   |                                   |                                   |                                   |                                   |                                   |                                   |
| 8.                                | Sister Suffragette                 | 3:05                              |                                   |                                   |                                   |                                   |                                   |                                   |                                   |
| 9.                                | The Perfect Nanny                  | 4:09                              |                                   |                                   |                                   |                                   |                                   |                                   |                                   |
| 10.                               | Step in Time                       | 2:46                              |                                   |                                   |                                   |                                   |                                   |                                   |                                   |
| 11.                               | The Life I Lead                    | 3:43                              |                                   |                                   |                                   |                                   |                                   |                                   |                                   |
| 12.                               | Supercalifragilisticexpialidocious | 2:27                              |                                   |                                   |                                   |                                   |                                   |                                   |                                   |
| 36:29                             |                                    |                                   |                                   |                                   |                                   |                                   |                                   |                                   |                                   |

### Parcs et loisirs

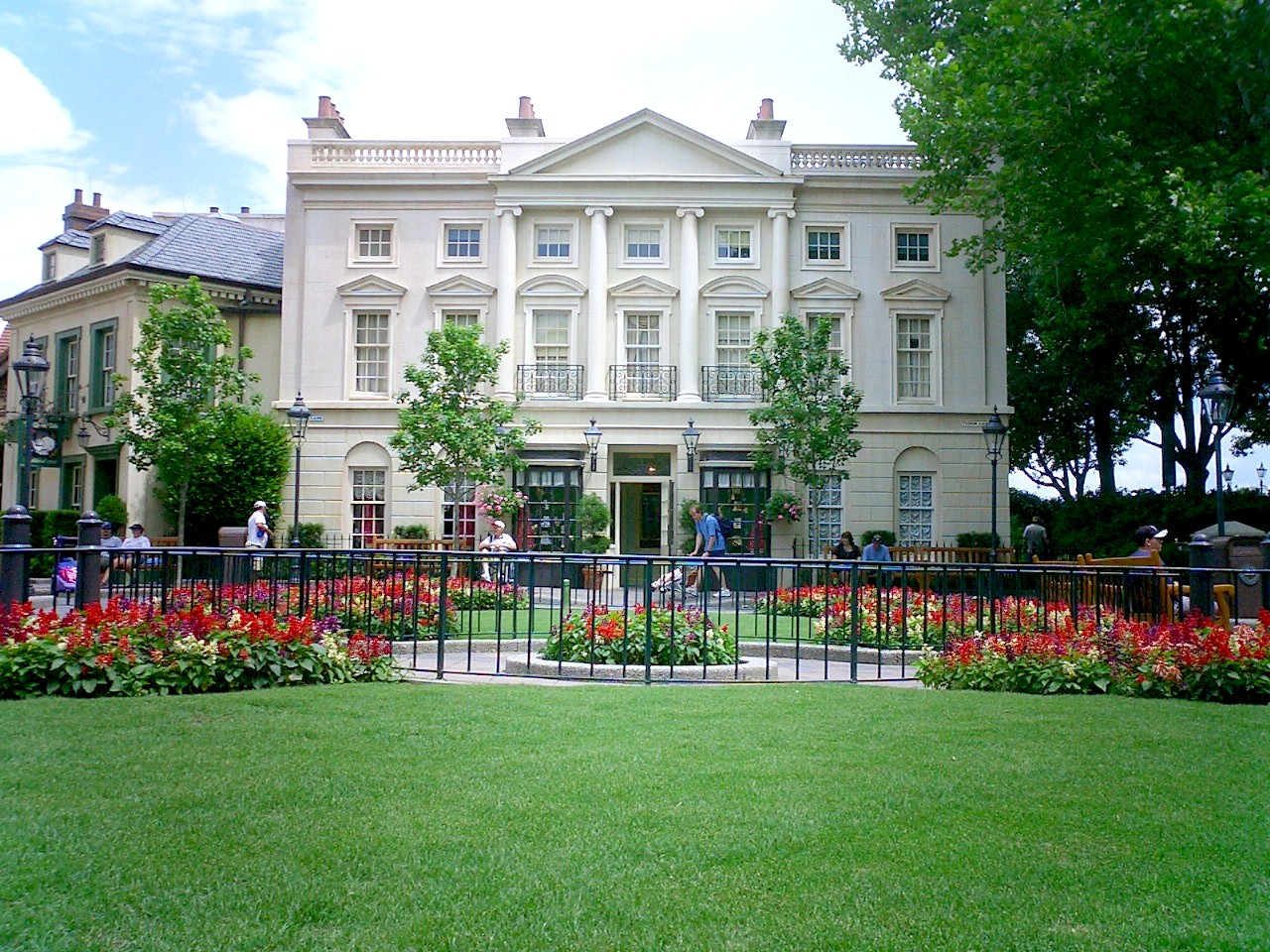
Le pavillon du Royaume-Uni à Epcot.

L’imagineer Tony Baxter indique que, lors de son entretien d'embauche à Walt Disney Imagineering (dans les années 1970), il proposa entre autres une attraction inspirée de Mary Poppins ,mais elle fut classée dans un dossier avec 50 autres.
Le pavillon du Royaume-Uni à Epcot comprend un jardin appelé Butterfly and Knot Herb, situé derrière le cottage d'Anne Hathaway dont l'aspect est inspiré des décors du film.
Une des scènes du parcours scénique The Great Movie Ride, situé à Disney's Hollywood Studios, présentait des animatroniques de Mary Poppins et Bert chantant ensemble Chem cheminée sur les toits de Londres. Dans la file d'attente de cette attraction est exposé un cheval de bois ayant servi dans le film. Toujours à Disney's Hollywood Studios, dans la boutique Sid Cahuenga's One of a Kind, on peut trouver la veste du costume original de Bert dans la scène de Jolly Holiday.

### Théâtre

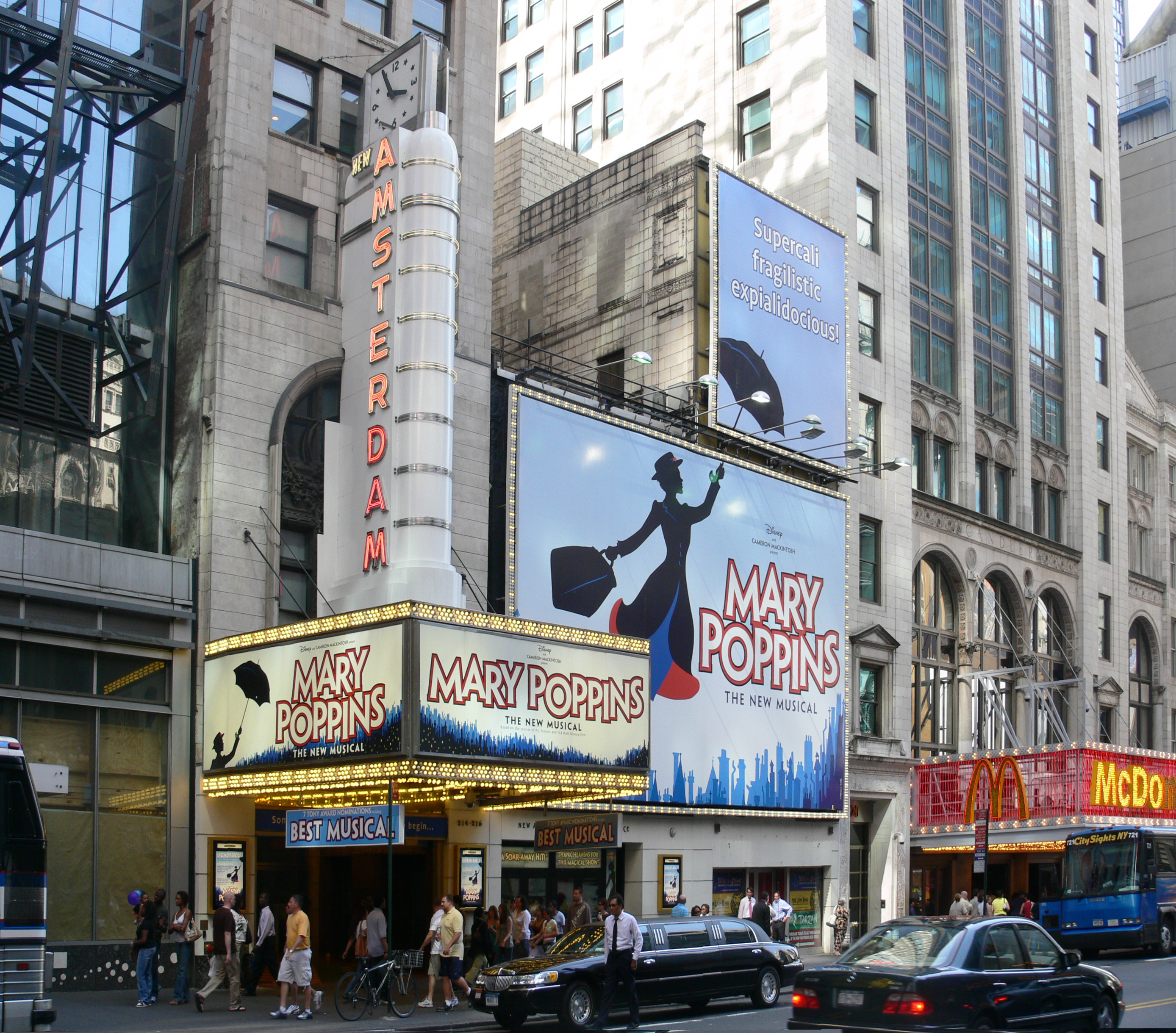
La comédie musicale Mary Poppins à New York en 2007.

Il aura fallu attendre plus de quarante ans pour que le film fasse l'objet d'une adaptation scénique. Le 15 septembre 2004, la comédie musicale Mary Poppins, coproduite par Walt Disney Theatrical Productions et Cameron Mackintosh, est créée au Bristol Hippodrome avant d'être prolongée au Prince Edward Theatre dans le West End de Londres. Le 16 novembre 2006, cette production légèrement révisée est montée au New Amsterdam Theatre de Broadway. Depuis, le spectacle a été adapté dans plus de quinze pays. Une adaptation française de la comédie musicale avait été envisagée pour l'automne 2013 par Stage Entertainment au théâtre Mogador, mais la production a finalement été annulée et remplacée par La Belle et la Bête.

### Parodies
La série Les Simpson parodie régulièrement la société américaine, dont les productions Disney. Deux épisodes font références à Mary Poppins. Le premier, Shary Bobbins (1997), parodie presque entièrement le film avec, par exemple :
- la gardienne, Shary Bobbins, qui ressemble beaucoup à Mary Poppins. Cependant, elle insiste sur le fait qu'elle n'est pas Mary Poppins ;
- la chanson Cut Every Corner parodie Un Morceau de sucre ;
- la chanson A Boozehound Named Barney parodie Nourrir les p'tits oiseaux ;
- à la fin de l'épisode, on voit Shary Bobbins s'envoler avec un parapluie (pour se faire, ensuite, désintégrer dans un réacteur d'avion).

Un second épisode des Simpson, Homer rentre dans la reine (2003), se passe à Londres et on peut y voir des gouvernantes volant sous un parapluie.